# キミとアイドルプリキュア♪
『キミとアイドルプリキュア♪』（You and Idol Precure♪）は、2025年2月2日から朝日放送テレビの制作により、テレビ朝日系列で毎週日曜8時30分から9時に放送されている、東映アニメーション制作のテレビアニメ。「プリキュアシリーズ」の通算22作目にして、20代目のプリキュアに当たる。
略称は「キミプリ」。キャッチコピーは「歌って踊ってファンサして♡キミと一緒に！キラッキランラン〜♪」。

## 概要
これまでのシリーズでも一要素としてきた「アイドル」を全体のモチーフとし、「“キミ”がいるから輝ける、強くなれる！」をテーマに、伝説の救世主・アイドルプリキュアが大好きな人や、大切な人、応援してくれる人、隣にいる人、目の前にいる人など“キミ”のために、歌って踊って「ファンサ」し、“キミ”の存在がアイドルプリキュアをキラキラ強く輝かせるというコンセプトで制作される。
物語の意図について、ABCアニメーションプロデューサーの西村舞音は一般的に想像し得る「アイドル」としての要素だけでなく、応援してくれる側の存在もとらえ、「いつも応援してくれる“キミ”がいるから、隣で一緒にステージに立ってくれる“キミ”がいるから、私は輝くことができる。そしてその輝きは一方通行ではありません。もらった輝きを“キミ”に返すことで、“キミ”と“私”で照らし合っていく……。全ての“キミ”そして“私”が『キラッキランラン～♪』になれるような、そんな作品をお届けします」と、東映アニメーションプロデューサーの村瀬亜季は「普通の中学生が、ある日とつぜん華やかなステージに立ち、戸惑いながらも懸命に。誰かを笑顔に、キラキラにしていく。ありきたりかもしれませんが、スポットライトの下で頑張るその姿が、私の知っている“プリキュア”の姿と重なりました」「主人公のうたは、大好きな歌を通じて、“キミ”と出会い、“キミ”と一緒に輝き、成長していきます。そんなうたと一緒に！　プリキュアが大好きなキミも！　まだプリキュアを知らないキミも！　どんなキミも全員、キラッキランランになってもらいたい！　『キミとアイドルプリキュア♪』が、子供たちにとって、一緒にキラキラになれる存在でいられたらうれしいです！」とそれぞれ語っている。
今回のプリキュア役の声優陣のうち、初期メンバー3人はいずれもシリーズ出演経験者を起用しており、中でも紫雨こころ（キュアキュンキュン）役の高森奈津美は、『デリシャスパーティ♡プリキュア』のエナジー妖精・コメコメ役を演じており、3年ぶりにプリキュア役としてレギュラー再登板となった。また、劇中世界の人気アイドル・響カイト役として、アイドルグループSnow Manの佐久間大介を起用している。
これまでのシリーズ作品と同様、本作品でも文字多重放送やデータ放送を実施している。データ放送では3人のシルエットからプリキュアを見つけ出し、発見したら応援してプレゼントに応募することができるゲームとなっている。また、オーバーレイ表示機能による「リモコン操作による時刻表示」は、前作に引き続き通常表示と非表示、プリキュア仕様としてプリルンとメロロンが登場するリボンの形をした時計が選べる。また次回予告後にはミニコーナーとしてプリキュアとファンサービスを練習する「キミとファンサレッスン♪」が設けられている。

## ストーリー
はなみちタウンに暮らす主人公・咲良うたは、歌うのが大好きなはなみち中学校に通う女子生徒。ある日、愛犬のきゅーたろうと散歩をしていると『桃太郎』のごとく摩訶不思議な桃が川から流れてくる。うたが桃を拾うと中から小さな生物が現れ、その生物は「キラキランドの妖精・プリルン」と名乗る。プリルンはうたに「平和だったキラキランドは、突如襲ってきたチョッキリ団のボス・ダークイーネによって暗闇に覆われてしまった」と語り、続けて「元の光あふれた世界に戻すため、伝説の救世主・アイドルプリキュアを探しにやってきた」と、はなみちタウンに来た経緯を述べる。
話を聞いたうたはプリルンと共にアイドルプリキュアを探すことになったが、その時はなみちタウンにチョッキリ団の幹部・カッティーと怪物・マックランダーが現れ街の人々のキラキラが奪われてしまう。うたが「キラッキランランにしたい！私の歌で！」と決意したところ、突如プリキュアリボンとアイドルハートブローチが出現する。うたはそれらを用いて伝説のアイドルプリキュア・キュアアイドルへと覚醒するが、自身の変貌ぶりに驚愕する。しかし、何とか状況を掴んでマックランダーを倒しカッティーの悪事を阻止する。その後うたはキラキランドの女王・ピカリーネと謁見し、彼女から事情を聞いて助けることを誓う。またプリルンが勝手にアップしたアイドルの名乗りシーンと「笑顔のユニゾン♪」の歌唱シーンが「謎の新人アイドル」とメディアで取り上げられ話題となり、たちまち世間を席巻する存在となる。それは新学期を迎えた中学校にも波及し、入学生の紫雨こころが発起人かつ会長となりキュアアイドル研究会が発足する。アイドルの人気ぶりに最初は戸惑ったうたであったが、家族や友人たちの称賛の声を聞いてすっかり有頂天になり、それがマックランダーとの戦いで出てしまい精彩を欠く。しかし、プリルンがカッティーに侮辱されたのを見て我に返りマックランダーを撃破する。戦闘後アイドルは「わたしはただのアイドルじゃない。光で闇を照らす救世主！」と誓いを立て、チョッキリ団の壊滅を決意する。
新学期となりうたも2年生に進級し、天才ピアニストと名高い蒼風ななと同じクラスになる。うたはなながピアノのコンクールで失敗したのを聞いて励ますが、そこでプリルンの存在と自身がアイドルだとバラしてしまう。うたたちの慌てぶりを見たななは状況を酌んで他言しないことを誓う。そこで、ななもうたにアイドルとマックランダーの対戦を傍観していたのを語り「アイドルみたいに勇気が欲しい」と吐露する。その後、うたとななが幼少期に会っていたことが判明し一気に距離を縮める。その矢先2人目の幹部・ザックリーが現れ、うたはアイドルに変身し応戦するがピンチに陥る。それを見たななは「一緒に戦いたい！」と気持ちが芽生え、うた同様突如リボンとブローチが出現する。ななはそれらを用いて2人目のプリキュア・キュアウインクへと覚醒、そしてアイドルに加勢しザックリーを退散させる。戦闘後、2人はウインクで共闘の契りを交わす。
そんな最中、咲良家が営む喫茶グリッターに歌の留学のためアイドル活動を休止しているレジェンドアイドル・響カイトがお忍びで来店する。カイトはうたが接客に四苦八苦していたのを見て助太刀を行い、その後彼女にアイドルとしてのノウハウを教える。貴重な言葉を貰い浮かれるうたの前に、プリキュアの正体を知る謎の男性が現れ場が凍りつく。その男性は田中と名乗り、プリキュアのマネージャーに就くと申し出る。うたがピカリーネに尋ねたところ、その男性はプリルンの知り合いの妖精・タナカーンと判明し安堵する。その後コスメショップ・Pretty Holicからアイドルたちにキャンペーンの出演依頼があり2人は意欲を見せるが、タナカーンは「必要ない」と難色を示す。しかしうたたちとプリルンの説得で考えを軟化させ承諾し、タレントのマネジメントも担うようになる。そこでタナカーンは「2人の側にいたほうが効率が良い」と考え、グリッターでアルバイト店員として働くことに。こうして、アイドルたちは戦いとタレントの二刀流で活動するようになる。
ウインクの登場を機にこころは研究会をキュアアイドル＆キュアウインク研究会と改称し、登校中に会ったうたとななにアイドルたちの「好き」を熱弁する。こころはダンスが得意であり、その界隈では小学生時代から名を轟かせていた。その後尾行していたプリルンを見つけ、彼女を介してアイドルとウインクとの対面を果たし狂喜乱舞する。そしてプリルンからスカウトされアイドル関係の仕事かと思いきや、いきなりマックランダーとの対決を言われおじけづく。その後、駆けつけたうたとなながアイドルとウインクに変身してマックランダーと戦うのを目の当たりにする。その場面を見たこころは「自分には無理…」と感じ、2人と決別しダンスに絞ることを決意する。しかし2人のことが脳裏をよぎりダンスに精彩を欠き、思わずアイドルの「笑顔のユニゾン♪」を口ずさむ。そこにうたとななが現れ、うたが励ましを込めて「笑顔のユニゾン♪」を歌うのを聴いて気持ちが吹っ切れ再度熱意を復活させる。ある日こころはアイドルたちのステージがあるのを知り半信半疑で行ってみるが、実際はザックリーが3人目のプリキュアになりうる人物をおびき出すワナだった。それを知ったこころは「ファンを弄ぶなんて許さない！」と激昂した瞬間、2人同様突如リボンとブローチが出現する。こころはそれらを用いてその3人目のプリキュア・キュアキュンキュンへと覚醒、そしてマックランダーを撃破しザックリーを落胆させる。戦闘後こころはうたとななに「2人を追い抜きます！」と決意表明し、2人もそれに「負けないから！」と返す。こうして歌のアイドル、ピアノのウインク、ダンスのキュンキュン、それぞれ秀でた特技を持つトリオのアイドルプリキュアが結成された。キュンキュン登場は瞬く間に学校を駆け巡り、会長のこころが知らぬ間に研究会の名称が会員の東中みことによってキュアアイドル＆キュアウインク&キュアキュンキュン研究会と改称されていた。その後、タナカーンからアイドルたちにステージ曲のCD化の話が来る。3人は満場一致で快諾し、歌手としてもグループ名・アイドルプリキュアでデビューを果たす。
一方、チョッキリ団ではカッティーとザックリーの相次ぐ失態にしびれを切らした2人のボス・チョッキリーヌが現れ、アイドルたちに宣戦布告する。次にマックランダーより凶暴なクラヤミンダーを使役しはなみちタウンへ侵攻するが、3人も合体技で応戦し阻止する。そしてキラキランドでも動きがあり、プリルンを姉と慕うメロロンが彼女を追ってはなみちタウンへやって来る。その後プリルンが咲良邸に居候しているのを聞いたメロロンは「プリルンと一緒にいる！」と、自分も居候することをうたに告げる。それを見たタナカーンが「何やら賑やかになりそうですね」と呟く。メロロンはプリルンへの独占欲が強く、半ば強引に彼女をデートへ誘う。そこでななに薦められたデートスポット・伝説のハートキラリロックへ赴き、そこで看板に描かれていたイラストが自身が肌身離さず持っていた物と同一だと気づく。調べて見ると「何でも願いを叶えてくれる『ハートキラリロック』」と判明する。
その後タナカーンからうたたちにはなみちタウンフェスへの参加依頼が伝えられ、3人は満場一致で快諾する。そこでプリルンがうたに「プリルンもメンバーだよ！」と言われ奮闘する。アイドルたちがフェスに向け特訓していたところ偶然カッティーが通りかかり、その風景を見た彼にキラキラが発生する。それをダークイーネにバレて漬け込まれ、ロボット型の怪物・カッティンダーに変貌する。異変を感じた3人は対峙するも圧倒的な強さに押され、それを見たプリルンも応戦するが歯が立たず。万事休すと思われたが、カッティーに「アイドルたちと戦いたくない！」と良心か生まれて退却し事なきを得る。その夜、プリルンはキラキランドへの帰郷を決めメロロンも同行することに。
帰郷した2匹はピカリーネに謁見し、そこでプリルンが「ビッグキラキラリボンが復活すればアイドルたちを助けられる！」と意気込みその場を後にする。メロロンも後を追おうとしたがピカリーネに呼び止められ彼女からビッグキラキラリボンが復活できないことと、自身が持っていたハートキラリロックについての説明を受ける。プリルンは集めたキラルンリボンをビッグキラキラリボンに投入するが、しかし何も起こらなかった。それを見て絶望したプリルンのもとにメロロンが合流し、彼女にハートキラリロックを見せ「何でも叶えられるが、一番大事なものを封印する必要がある」とピカリーネからの忠告を伝える。それを聞いたプリルンはうたがよぎり「うたが一番大事な宝物、忘れたくない…。でも、アイドルも守りたい…」とジレンマに陥る。悩み抜いた結果「アイドルを守る！」と決意し、メロロンも彼女を尊重して鍵を掛けた。それぞれ何か大事なものを封印して…。
一方はなみちタウンではフェスにダークイーネに強化されたカッティンダーが再度現れ、アイドルたちが対峙するもねじ伏せられてしまう。遂に万事休すかと思われた瞬間、空から突如謎の2人組プリキュアが現れカッティンダーに応戦する。2人はキュアズキューンとキュアキッスと名乗り、その後合体技でカッティンダーを浄化しカッティーに戻す。そして彼はアイドルたちに今までの無礼を謝罪し、自らファンクラブ会員第1号と名乗り立ち去る。アイドルたちもズキューンとキッスにお礼を述べ、2人もそれぞれのファンサで応える。それを見た3人は心を奪われ、特にアイドルはズキューンのファンサポーズでロックオンされてしまう。
謎の2人は瞬く間にズキューンキッスのデュオ名で世間を席巻し、早速こころもアイドルプリキュア研究会と改称し研究を始める。そんな中うたが「ズキューン！」と連呼するようになり、心配になったなながこころに助けを求める。こころは「先輩はズキューンのファンになった」との見解を示し、うたも認めて研究会へ入部する（ななも成り行きで入部）。そんな中、タナカーンがプリルンたちの様子を見にキラキランドへ帰郷する。その後3人はまたズキューンとキッスに助けられ、アイドルがいろいろ聞こうとするも足早に去ってしまう。そこで街へ出て2人の情報収集をしていたところ、うたが「誰か変身しているのかな!?」と気づき慌てる。それを踏まえ、3人はズキューンとキッスの正体が世に知れぬよう捜索を始める。そしてうたがプリルン愛用のプリトイカメラで撮影したのを見返したところ、帰郷していたはずのプリルンが写っていたのに気づく。3人が後を追うとクラヤミンダーに対峙する彼女とメロロンを発見し、そして彼女たちが人間に変態してプリルンがズキューン、メロロンがキッスへと変身するのを目の当たりにし驚愕する。そこでキッスの回想においてプリルンの「アイドルを守る！」という思いと、メロロンの「プリルンの願いを成就させたい！」という思いにハートキラリロックが呼応する。その力でプリキュアリボンが誕生し、またうたから貰ったスプーンがリボンと融合してキラキラショータイムマイクが生成され、それらでプリキュアに覚醒したことが判明する。戦闘後うたは「プリルンとメロロンがプリキュアなんてキラッキランラン～♪」と祝福するも、プリルンに「キミは誰？」と言われ固まってしまう。またメロロンには「話すことはない」と素っ気ない態度を取られ、2匹はうたたちを尻目に空へと消えていった。
プリルンの言葉を信じたくないうたの前に2匹の調査をしていたタナカーンが戻り、彼から「プリルンはアイドルを助けるためうたさんの思い出を封印し、ハートキラリロックの力でプリキュアに覚醒した」と説明を受ける。彼は続けて「奇跡がない限り思い出は二度と戻らない」と衝撃の事実を告げる。一方メロロンも何かを封印してプリキュアに覚醒したが、タナカーンの調査では解明できなかった。3人はプリルンとメロロンがいそうな場所としてタナカーンの出張所を閃き、行ってみると「プリルン♡メロロンのいえ」と表札が掲げてあった。内装も2匹好みに改装されており、タナカーンの許可なく勝手に住み処としていた。そこで4人は2匹と対面し、メロロンは記憶を封印していないことに気づく。うた・なな・こころは改めてプリルンに自己紹介するも彼女は覚えておらず、あろうことかタナカーンの記憶も皆無だった。そこでタナカーンは「田中では覚えていない」と推測し、妖精態に戻ったところ彼女に懐かれる。それを見たななは「プリルンはキラキランドの記憶はあるが、アイドル以外のはなみちタウンでの記憶を封印した」と推察する。ななの説明を聞いたうたはプリルンの記憶を戻すべくはなみち山へのハイキングを敢行し、そこでアイドルに変身し彼女が持っていたキラキライトで記憶復活を願う。しかし、プリルンの記憶復活は叶わなかった。
めげずにうたは「一からプリルンとの思い出を作ろう！」と意気込み、単身出張所へ向かい彼女とのツーショットを撮る。そこにザックリーが現れ、あろうことかプリルンがキラキライト型のクラヤミンダーにされてしまう。うたは対峙しようとしたがクラヤミンダーにブローチを封印されて変身不能に陥り、メロロンも単独では変身できずなおかつ封印されて万事休す。それでもうたは「プリルンを助ける！」と決意し「笑顔のユニゾン♪」を歌唱する。するとどこからともなくハモる声が聞こえ、その瞬間奇跡が起こりプリルンがクラヤミンダーから脱出する。同時にブローチとメロロンも復活する。その後それぞれアイドル、ズキューン、キッスに変身しクラヤミンダーを浄化しザックリーを退散させる。戦闘後ズキューンがアイドルに「諦めずにキラッキランランにするって、うた言ってたよね？」と述べて変身を解き、続けてプリルンで「うたたちのこと全部思い出した！」とうたに告げる。それを聞いたうたは「忘れたままなんて耐えられなかった…」と本音を吐露しながら号泣し、その言葉にプリルンは彼女を抱擁しながら「もう絶対忘れない」と返す。傍観していたなな、こころ、タナカーンも歓喜する。そしてうたが「5人でアイドルプリキュアだね！」と発言すると、それにメロロンが「ズキューンキッスはアイドルプリキュアのライバル！」と抗い3人に敵対心を向ける。その言葉通りPretty Holicでアイドルプリキュアとズキューンキッスのコスメ対決が行われ、またメンバー内ではアイドル・ウインク派のこころとズキューン派のメロロンの間で激しい口論となる。果たして、うた・なな・こころとメロロンの溝は埋まるのだろうか？
キュアアイドル、キュアウインク、キュアキュンキュン、キュアズキューン、キュアキッスの5人は、それぞれの歌で暗闇にされたキラキランドを取り戻すため、そしてはなみちタウンの住民たちのキラキラを守るためチョッキリ団との戦いに挑む。

## 登場人物

### アイドルプリキュア
うた、なな、こころは「はなみちタウン」の住民で、プリルンとメロロンは「キラキランド」の妖精である。
第2話で新学期になり、うた、なな、こころは、はなみち中学校に在籍。うたとななは2年A組のクラスメイトで、こころは1年C組在籍。
一人称はうた、なな、こころが「わたし」、プリルンが「プリルン」、メロロンが「メロロン」。
第22話から初期メンバーのキュアアイドル・キュアウインク・キュアキュンキュンを「アイドルプリキュア」、追加メンバーのキュアズキューンとキュアキッスを「ズキューンキッス」とチーム分けされるようになる。
各メンバーがプリキュアに覚醒した経緯は後述の「プリキュアの設定」を参照。
咲良 うた（さくら うた） / キュアアイドル
声 - 松岡美里
本作品の主人公で、歌うのが大好きな中学2年生。3月27日（おひつじ座）生まれで、血液型はB型。自宅は喫茶店「喫茶グリッター」を営んでいる。
茶色のセミロングで八分音符の飾りがあるカチューシャをつけている。瞳の色はえんじ色。
ななを「ななちゃん」と呼んでいる。こころも当初「こころちゃん」と呼んでいたが、彼女がキュンキュン覚醒を機に呼び捨てで呼ぶようになる。プリルン、メロロン、みことを呼び捨て、タナカーンを「田中さん」と呼んでいる。
明るく元気いっぱいな性格で、その場で自分の気持ちを歌うことがある。キラキラ・ランランとし、ニコニコな感じがある「キラッキランラン」なものが好きで、口癖もそのまま「キラッキランラン〜♪」。また、思ったことをストレートに言う性格でもある。さらに自由奔放な性格でもあり、デビューCD用の「笑顔のユニゾン♪」をレコーディングしていた際、マイクをスタンドマイクからハンドマイクに変える。それを見たタナカーンから「自由な人だ…」と呟かれる。一方でプリルンが情に訴えるのを見て手助けしたり、彼女が欲しいものを渋々購入するなどお人好しな一面もある。
店を手伝っている経緯から料理が得意。その一方で隠し事と数学、英語、絵が苦手。
感情移入も激しく、感動的な場面を見るとすぐ号泣するきらいがある。また余計な一言を言ったり、思い立ったらすぐ実行する猪突猛進なきらいもある。
幼少期から人前で歌を歌うのが大好きであり、母・音からは「店の看板アイドル」と称賛されている。幼稚園の頃にはピアノも弾いていたが投げてしまい歌に鞍替えした。
プリルンが勝手にアップロードしたアイドルの変身シーンと「笑顔のユニゾン♪」のライブ動画が「SNS発信で話題の『謎の新人アイドル』」とテレビで特集されたのを観て青ざめるが、家族やクラスメイトたちから称賛を受け有頂天になる。そのうぬぼれが仇となり、マックランダーの攻撃を受けるなど精彩を欠く。しかし、プリルンがカッティーに罵られていたのを見てプリキュアの目的を再認識して奮起しマックランダーを撃破する。これを機に「わたしは普通のアイドルじゃない、光で闇を照らす救世主！」と誓いを立てる。だが「笑顔のユニゾン♪」を口ずさむこころを見て「それってわたし～!?」や「キラッキランラン〜♪」と唐突に発したり、プリルンがこころにバレてしかもアイドルたちに会いたいと聞いた際は「こころちゃん、そんなに好きなんだ～」と喜んだりと、前述の誓いがかすむ発言も散見される。
「手伝い歴13年」と自負していたが、両親が不在の間に混んできた店をさばききれずにピンチに陥る。しかし、そこにお忍びで来ていたレジェンドアイドル・響カイトの助太刀で難局を乗り越える。彼の完璧な対応力を見て「わたしは無力…」といじける。だが、ぐずる赤ちゃんを歌であやしていたのを見たカイトから「キミの歌いいね。また会いたいな」と思いがけない言葉を言われ赤面してしまう。
アイドルたちとの決別に苦悩していたこころを励ますため「笑顔のユニゾン♪」を歌唱するも、彼女から「突然歌うのズルいです…」と苦言を言われる。それに「歌いたい時に歌うのが咲良うたです！」とドヤ顔で返し彼女を笑いに誘う。
恋愛に疎く、クラスメイトの新橋わかばがバレーボール部の先輩・翔太に片思いしているのを最初はわからなかった。しかし憧れはあり、常連客の漫画家・小宮絵真が描いた『ふたつの世界ときらりハート』をバイブルとしている。
四六時中プリルンといるため彼女の声色を模写できるようになり、それをメロロンに披露したところ逆鱗に触れてしまう。
カッティンダーと対峙していて押され気味だったところ、突如現れた謎の2人組プリキュア・ズキューンとキッスに助けられる。戦闘後2人に面会するとその魅力に引き込まれ、特にズキューンのファンサを受け心を奪われる。これを機に夢に出るほど四六時中ズキューンのことしか考えられなくなり、その感情が押さえきれずにところ構わず「ズキューン！」と連呼する。その後、ななに連れられアイドルプリキュア研究会へ赴きこころに調べてもらうと「ズキューンのファンになった」との診断を受ける。それを聞いてズキューンのファンと認め研究会へ入会する。その後自身と同じく誰かが変身しているのではと疑問を持ち、はなみちタウンを捜索するが手掛かり掴めず。そこでプリトイカメラで撮影したところ、画像にキラキランドに帰郷していたはずのプリルンが写っていたのを見つける。すぐさま追いかけるとクラヤミンダーに対峙する彼女とメロロンを発見し、その後彼女たちがズキューンとキッスに変身するのを目の当たりにし驚愕する。戦闘後、プリルンに話し掛けるが「キミは誰？」と言われ絶望に陥る。その後タナカーンの調査で原因が判明し、それを打破するのに紆余曲折あったが無事解決しプリルンに抱きついて号泣する（経緯はキュアズキューンの項目を参照）。
番組開始に先駆け、シリーズの前作『わんだふるぷりきゅあ!』の2025年1月26日放送分（第50話）のBパートの一部シーンとCパートのバトンタッチ映像にもそれぞれゲストとして変身後の姿で登場した。
さらに2025年2月8日には本作品とシリーズ前作のコラボレーションによるキャラクターのバトンタッチLINEスタンプが配信開始された。詳細は当該項目および後述を参照。
蒼風 なな（あおかぜ なな） / キュアウインク
声 - 髙橋ミナミ
うたのクラスメイト。7月6日（かに座）生まれで、血液型はO型。優しく賢い。ピアノを弾くのが得意で、コンクール優勝の実績を持つ。1年時はうたとは別のクラスだったが、幼稚園の頃に面識があった（後述）。
藍色の姫カットで、後ろ髪はシニヨンになっている。一時、後述の七不思議の一つでツインテールに変えていた。瞳の色も藍色。身長は初期メンバーで一番高い。
うたとこころを「ちゃん」付け、プリルンとメロロンを呼び捨て、タナカーンを「田中さん」と呼んでいる。ちなみに、こころからキュンキュン覚醒を機に呼び捨てで呼ぶように促されるが呼び慣れないため「ちゃん」付けを継続している。
物腰が優しい性格で、誰にでも分け隔てなく接する。うたやこころと比べるとあまり感情を露にしない。サバ入りカレーとバナナが好物。また、美味な料理を食すと崇高な発言をするきらいがある。
メロロンがプリルンとデートしているのを見守ったり、彼女の詠んだ詩を絶賛したりと気に掛けている。
母・睦美はプロのピアニストで、現在はフランスで活動している。
うたたちと友達になった当初は昼休みに教室で一緒に昼食を取っていたが、後述のコンクールでの失敗を機に人目を避けるように中庭へ行き独りで取るようになる。その後、追いかけてきたうたに応援歌を貰ってからは彼女と一緒に取るようになる。
うたとは幼稚園時のピアノコンクールで一度会っており、彼女の母・音が持ってきた集合写真を見て思い出す。発表を控え緊張していたところ、彼女からおまじないとしてウインクを受ける。それを今も「勇気の出るおまじない」として大事にしている。
うたの発案で1年生の歓迎会で合唱を披露することが決まり、ピアノの伴奏を立候補する。しかし、先に行われたコンクールで失敗した過去がトラウマとなりイップスに陥る。だが前述のうたから受けた応援歌とウインク、そしてうたの妹・はもりと『きらきら星』を連弾したことで自信を取り戻し再起する。
自身がウインク覚醒後はプリキュアの正体がバレるのを危惧している。「まばたきの五線譜」のライブ動画が話題になった際は流出の原因を探るなど、有頂天になったうたとは対照的に冷静な判断を示す（勿論、プリルンの仕業）。またうたがこころにアイドルの正体をバラしそうになった際は2人の間に割り込んで制止を行い、さらにプリルンがこころにバレてしかもアイドルたちに会いたいと聞いた際は「姿を見られて、しかもお友達になるなんて」と懸念を示している。
ある日睦美から「ピアノ以外にも視野を広げて」との言葉を聞いて、そこから色々な行動を取る。しかしその行動が突発的かつ不可解だったため、うたからは「ななちゃんの七不思議」、こころからは「なな先輩って天然？」と言われてしまう（詳細は「作中用語」のななの七不思議を参照）。
タナカーンからCDデビューの話を聞き、先陣を切って「まばたきの五線譜」のレコーディングに臨みNG無しで録り終える。
うたがズキューンと出会ってから「ズキューン！」と連呼するのを見て「ただ事ではない！」と心配になり、アイドルプリキュア研究会へ赴きこころに原因を調べてもらう（詳細はうたの項目を参照）。その後、うたが研究会へ入会したのを機に自身も成り行きで入会する。
怪談に興味があり夏休みの行事に肝試しをうたとこころに提案するが、2人は苦手らしくおののく。
紫雨 こころ（しぐれ こころ） / キュアキュンキュン
声 - 高森奈津美
うたとななの一つ下の中学1年生。5月11日（おうし座）生まれで、血液型はA型。ダンスが得意で、熱さを内に秘めている。口癖は「心キュンキュンしてます！」。
紫色のもみあげがあるツインテール。また頭頂部にアホ毛があり、時たま自身の感情と連動することがある。瞳の色も紫色。年下もあり身長は初期メンバーで一番低いが、アホ毛を含めるとうたより高い。
年上であるうた・なな・みことを「先輩」と付けて呼んでいる。プリルンとメロロンを呼び捨てで呼んでいる。しかし、前者は初対面時に「先輩」と付けて呼んでいた。メロロンにはタメ口で話す。タナカーンを「田中さん」と呼んでいる。自身がキュンキュン覚醒後はうたとななに呼び捨てで呼ぶよう促す。
肝が据わっており、店でグッズだと思っていたプリルンが動いて喋るのを見ても動じずにプリキュアの関係者だと見抜いた。
物事に没頭する性格で、ダンスとアイドルたちの研究を熱心に打ち込んでいる。一方で、我慢を溜め込んでしまう性格でもあると祖母・恵子から明かされている。
ピーマンの肉詰めと恵子が握ったおにぎりが好物。
後述の事情でアイドルとウインクとの決別を選択しダンス一本に絞るが、練習中に2人のことが走馬灯のごとく脳裏をよぎりジレンマに陥る。そこに恵子から自身の性格を聞いたうたとななが現れ、2人から「心にふたをすると辛くなるから我慢しないで泣いて」と掛けられる。それを聞いた途端、烈火のごとく号泣し気持ちが吹っ切れプリキュア愛を復活させる。
始業式当日、アイドルに感銘を受けて「キュアアイドル研究会」を立ち上げ、自作のポスターを貼り会員を募る。その後、ウインクの登場を機に「キュアアイドル＆キュアウインク研究会」と改称しポスターも刷新する。しかし自身がキュンキュンに覚醒後は「わたしはまだ研究対象外」と認識していたため改称を見送っていたが、みことによって名前が書き足されており「キュアアイドル＆キュアウインク&キュアキュンキュン研究会」と改称されていた。そして、ズキューンとキッスの登場を機に「アイドルプリキュア研究会」と改称しポスターも2種類になる（詳細は「作中用語」のアイドルプリキュア研究会を参照）。
ダンスを幼少期から始め、小学生時代には名を轟かせていた。入学当初はダンス部への入部を考えており部長の寸田からも勧誘を受けていたが、アイドルとウインクに心を奪われたことで入部を取りやめる。その後アイドルたちとの決別（前述）がきっかけで寸田に入部を示唆していたが、自身がキュンキュン覚醒を機に「アイドルとウインクを追いかけたい！」と彼に伝え再度入部を取りやめた（一連の経緯は寸田躍の項目も参照）。
「笑顔のユニゾン♪」を登下校中に欠かさず聴いており、思わず振り付けが出ることもある。
アイドルとウインクの大ファンであり、缶バッジやアクリルスタンドなどのグッズを自作するほど。その後自身を尾行していたプリルンを見つけて確保し、彼女から「2人に会わせる」と確約を貰う。そしてついにアイドルたちとの対面を果たし、彼女たちに自身のミーハー心とファン愛を訴える。対面後プリルンにアイドルプリキュアのオーディションがあるか聞いたところ、間髪入れずに彼女からスカウトされ拍子抜けする。そして、プリルンからアイドルハートブローチを貰い「わたしもプリキュアの一員」と歓喜する。その後彼女に連れられアイドルの仕事かと思いきやそこにマックランダーがおり、それを見た途端おののいてしまう。それもそのはず、彼女から「アイドルプリキュアはチョッキリ団の壊滅が使命」と重要な任務を聞かされていなかった。しかも駆けつけたうたとななが憧れていたアイドルとウインクだと知り驚愕し、そして2人がマックランダーと対峙するのを見て「心キュンキュンしてません…」と意気消沈してしまう。その一件で「わたしには無理…」と確信し、プリルンにブローチを返す。これを機にプリキュアと決別しようとしたが、うた・なな・プリルンの説得によりプリキュア愛を復活させる。その熱意が功を奏し、自身もプリキュアに覚醒する。覚醒後、うたとななに「もうプリキュアのファンではありません。プリキュアとして2人を追い抜きます！」と宣戦布告する（一連の経緯はプリルンの項目も参照）。しかし2人と同じ立場になっても尊敬や憧れは残っており、時たま緊張と羨望を垣間見せる。また2人への推し活も継続しており、ズキューン推しのメロロンと激しい口論になった。しかし、ズキューンキッスの人気も認めている。
キュンキュン覚醒後は、学年は違えどうたたちと一緒に昼食を取るようになる。
「先輩たちをもっと研究したい」の言葉で咲良邸でのお泊まり会が開かれ、そこでアイドルとウインクの撮影会を敢行する。しかしそれは建前で、実際は自作した2人のマスコット人形に着せる衣装の参考にするためだった。その後自身（キュンキュン）のマスコット人形がないことを2人に伝えると、アイドルから人形の作成を打診される。そして急遽自身も撮影会に参加することになり、その後キュンキュン人形を作成する。
タナカーンからCDデビューの話を聞き「ココロレボリューション」のレコーディングに臨むが、極度の緊張で呂律が回らずNGを連発してしまう。しかし、アイドルのハイタッチとウインクのおまじないを受けてテイク2に臨み無事録り終える。
上記の失敗を握手会で起こさぬようプリルンを交えて握手の特訓を行う。しかしいざ本番になるとぎこちない対応になってしまい、またアイドルとウインクのアドリブ対応を見て自分を卑下してしまう。だが、本番前に自身の大ファンと教えてくれた少女・みゆ（声 - 宮古風佳）が自身の前に立つと自ら手を差し伸べ「ありがとう」と自然に感謝の言葉を述べる。
母の日に母・愛を迎えにいった際彼女がクラヤミンダーにされてしまうが、駆けつけたアイドルとウインクとの共闘で浄化し事なきを得る。2人と別れて急いで家へ帰るが真っ暗であり、おそるおそる部屋へ入ると突然明かりがついてクラッカーが鳴り驚愕する。また部屋を見ると装飾されており、テーブルにはケーキやオードブルなどが置かれていた。実は、母の日に気を取られて自身の誕生日だったことを忘れていた。そこにさっき別れたうたとななが家へいることに驚愕するが、真相はグリッターに料理を予約しに来た愛にうたが事情を聞いて自身に内緒でサプライズ誕生会を催すためだった。何はともあれ、こころと愛をはじめとした全員が心に残る母の日と誕生日になった。
プリルン / キュアズキューン
声 - 南條愛乃
プリキュアを探しにやってきた女の子の妖精。10月9日（てんびん座）生まれ。語尾に「プリ」を付ける。
薄いクリーム色の体で、胸にピンク色した多角形の模様がある。八分音符がついた黄緑色の前髪を持ち、瞳の色は黄色のハイライトがある小豆色。首に自身用のキラルンリボンを身につけ、アイテムをしまう橙色のポシェットを肩に掛けている。
ピカリーネを「女王さま」と呼び、メロロンとタナカーン、うたたちを呼び捨てで呼んでいる。
のんびり屋かつマイペースな性格で人前でも平気で飛び回ったり、勝手に学校へついてくるなどうたを困らせている。一方、プリキュア探しに非協力的だったうたを泣き落としで考えを覆させるなど策士的な一面もある。またメロロンがはなみちタウンへ来たと知った際は、必死に彼女を捜索するなど勇猛さを見せる。さらにアイドルたちのピンチを見て自らもプリキュア覚醒を試みるなど果敢さも持っている（無事成就した）。
ズキューン覚醒の代償としてうたとの思い出を封印した影響で彼女はおろかななとこころ、はなみちタウンの記憶も喪失してしまう。しかし覚醒の目的が「アイドルを守る」だったため、唯一アイドルのことは覚えていた。その後、うたの助力と奔走により見事記憶を取り戻す（詳細はズキューンの項目を参照）。
ズキューン覚醒後もメロロンに黙って咲良邸に赴いたり、アイドルプリキュアとズキューンキッスの対決にも関わらずアイドルたちを応援するなどマイペースさは健在である。
好物はウインナー。また体に似合わず大食漢であり、うたたちがつくったカレーを平らげてしまうほど。
顎をさすられるのが好きであり、タナカーンにさすられた際は蕩けた表情を見せる。
マックランダーやクラヤミンダーを察知する能力があり、その際「ブルッときた！」もしくは「プルッときた！」と発する。
『桃太郎』のごとく、はなみちタウンの川をMOMO（桃のカプセル。詳細後述）で漂流していたところ、通りかかったうたに拾われる。そして、彼女に「キラキランドを救う救世主を探しに来た」と説明する。その後、街で会った力士・くりきゅうたをキラキランドへ連行するが、彼の名前を「プリキュア」と聞き間違いしただげだったためすぐMOMOで戻ってくる。プリキュア探しが振り出しになり泣きじゃくっていたところ、うたにハート型のサクラがある高台に誘われる。そこでキラキランドを懐古した途端再び泣いてしまうが、うたの歌で笑顔に戻る。彼女の歌声を聴いてプリキュアだと確信し、彼女に「うたになってほしい！」と強く推す。そして、その思いが成就し彼女をプリキュアへと覚醒させた。うたがアイドル覚醒後は咲良邸に居候し、彼女と共に行動するようになる。また、こころがキュンキュン覚醒後は時々彼女の相手をするようになる。
アイドルのライブ動画を布教活動として勝手にSNSに投稿したことがピカリーネの逆鱗に触れてしまい、罰として前髪をモッサモサにされる。懲りずにウインク、キュンキュンの動画を投稿した際も同様の罰を受ける。特に後者では「今度はモッサモサでは済まない」と意味深な言葉を告げられる。それを聞いたうたからモヒカン、ななからスキンヘッドと髪型が推測され「どっちも嫌！」と拒否する。しかしその忠告を無視して「Trio Dreams」の動画をアップしてしまうが、従前と同じモッサモサの刑にとどまった。それについて「みんなに見てほしかった」と釈明する。
アイドルたちがタレントとして活動する際はマスコットキャラクターという立ち位置になっている。
こころの口癖「心キュンキュン」に感銘を受け「こころと友達になりたい」と考え、単身研究会へ潜入する。その後下校中の彼女を尾行するがすぐ見つかってしまい、彼女から「アイドルとウインクに会いたい」と懇願される。そしてうたとななに事情を説明して承諾を得て、こころにアイドルたちとの対話を実現させる。その後「こころはプリキュアの素質がある」と確信し、彼女にアイドルハートブローチを渡す。しかしこころに「アイドルプリキュアはチョッキリ団を壊滅させるのが使命」と重要な任務を伝えておらず、また彼女も「アイドルプリキュアはタレント」と思っていたためマックランダーを見た途端おののいてしまい失敗に終わる。その後、ブローチを返され立ち去るこころを見て「プリルンのせい」と自分を責める。しかし、タナカーンの「こころさんに輝くものがあったのでしょう？」の言葉で奮起し再び彼女と面会する。そしてこころを勇気づけてプリキュア愛を再燃させ、その思いがついに成就し彼女をプリキュアへと覚醒させた（一連の経緯は紫雨こころの項目も参照）。
アイドルたち3人はお揃いのコスチュームで、またお揃いのブローチ、プリキュアリボン、プリティアップリップ、マスコット人形があるのを見て「プリルンはお揃いじゃない…」と吐露する。それを聞いた3人から自身が入るキャリーポシェットと、アイドル風のコスチュームをプレゼントされる。
妖精態ではウインクができず苦戦していたが、ズキューンではできるようになる。
ズキューン覚醒後は咲良邸には戻らず、タナカーンがキラキランドへ帰郷していて留守だった出張所へ彼に黙ってメロロンと一緒に住むようになる。その後、タナカーン帰宅後は居候としてとどまる（メロロンも同様）。
番組開始に先駆け、アイドルと同様にシリーズ前作『わんだふるぷりきゅあ!』の2025年1月26日放送分（第50話）のCパートのバトンタッチにもゲストとして登場した。
ズキューン（人間）態
プリルンがズキューンへ変身の際、変身バンク中にキラキラショータイムマイクの力で変身した女性の姿。
長身でうたたちよりも年上と見られ、プリキュア時では5人の中で一番高い。また妖精時の甲高い声から落ち着いた低い声に変化し、語尾の「プリ」もつけずに喋る。さらに一人称も「わたし」になる。
白のセミロングで、瞳の色は妖精時から不変。首に妖精時と同じキラルンリボンをつけている。
誰にでも分け隔てなく接する純真無垢な性格で、生来ののんびり屋かつマイペースさも健在。また余計な一言を言うきらいもあり、キッスに制止されることもしばしば。しかし、落ち込んでいた彼女に励ましの言葉を掛けるなどお姉さん的なところもある。
メロロン / キュアキッス
声 - 花井美春
キラキランド出身の女の子の妖精。12月7日（いて座）生まれ。語尾に「メロ」を付ける。ピカリーネ曰く「特別な子」。
薄いピンク色の体で、胸にピンク色した連桁の八分音符のマークがある。黒とピンク色の髪を自身用のキラルンリボンで結ったツイスト状のツインテールに、同色のへの字型の前髪を持つ。長髪ゆえ、うたやプリルンにヘアアレンジされることもある。瞳の色は赤紫色のハイライトがある菫色。初登場時は紫色のリュックサックを背負っていた。
プリルンとは親族ではないが、後述の経緯から彼女を「ねえたま」と呼び慕っている。タナカーンを呼び捨て、うたをフルネームで呼んでいる。
気が強くおしゃまな性格。しかし、後述のプリルンとの離別を拒否するなど寂しがり屋でもある。またプリルン以外にはふてぶてしい態度を取るが、何かをしてもらうと感謝を述べたり褒められると照れるなどツンデレな一面もある。
一方でプリルンを見つけるため自身が街を彷徨っていた状態でも、迷子の女の子・ありすと出会った際は彼女を気に掛ける優しさも持ち合わせている。
プリルン同様人前でも平気で飛び回り、SNSで「空飛ぶウサギ」とバズる。
プリルンのようにキラキラできないことが悩み。
気持ちが高ぶると詩を詠むことがある。また、料理も得意。
料理の感想を「ロンド」「ラプソディー」「ノクターン」と楽曲形式で例えるきらいがある。
当初は独りで読書する一匹狼だったが、プリルンが優しく接してくれたのがきっかけで彼女を慕うようになる。その後、ダークイーネの襲撃を見て「もう助からない！」とプリルンに弱音を吐く。それを聞いた彼女から「プリルンがメロロンのお姉さんになる！」と返され、その言葉にズキューンし「ねえたま」と慕うようになる。そのため彼女への独占欲が強く、時には執拗に頬擦りすることがある。また、彼女がうたたちに接すると膨れっ面になりむくれる。そこで、3人に「メロロンがねえたまと一番仲良し！」とライバル宣言を行う。その後、自身がキッス覚醒を機に再度宣言を行う。
プリルンを独占すべく奮闘するが、なかなか自身の気持ちをわかって貰えないのか悩みの種。またうたを目の敵にしており、彼女がプリルンとイチャついていると「ねえたま泥棒！」と叫びながら襲いかかる。
ダークイーネの襲撃をプリルンと共に難を逃れ、彼女はピカリーネからはなみちタウンへ行くことを命じられる。自身も行きたいとピカリーネに訴えるが「一人を送るのが限界」と却下され、街へ向かうプリルンを寂しく送る。その後、門の前で「ねえたまの元へ行きたい…」と懇願する。するとその思いが呼応して門が開き、彼女に会うべく街へやって来た。
はなみちタウンの高台にあるハート型のサクラに突如現れたMOMOから登場する。プリルンに会うため街を飛び回りそれが原因で人間に捕まったりカラスに襲われたりと紆余曲折あったが、無事彼女と再会する。
プリルンがうたと同居していることを知るや否や嫉妬心を燃やし、またうたたちに対し素っ気ない態度を取る。しかし、アイドルたちの戦いを見て考えを改め「メロロンもここに住む！」と一方的に咲良邸への居候を宣言する。その後、キッス覚醒を機にプリルンとともに出張所へ住むようになる。
何とかプリルンを振り向かそうと彼女をデートに誘うが、うたたちの邪魔で気がそがれる。その後3人とプリルンからアイドル風のコスチュームを貰い、ななに薦められたスポット「伝説のハートキラリロック」へ赴く。そこで看板に描かれていたハート型の南京錠のイラストが、自身のリュックサックに入れていた物と同一だと気づく。文献で調べると「どんな願いも叶えてくれる『ハートキラリロック』」と判明する。
初ステージとなる「はなみちタウンフェス」でデビュー曲「Awakening Harmony」の動画をプリルン同様勝手にアップするが、彼女のようにピカリーネからの罰は一切なかった。
プリルン同様、妖精時はマスコットキャラクターという立ち位置になっている。
プリルンがズキューン覚醒後もアイドルたちに肩入れしていることを苦悩しており、料理で彼女をメロメロにしようとしたが失敗に終わる。それを引きずって落ち込んでいたところズキューンに「2人でズキューンキッスだよ！」と掛けられながら天真爛漫な笑顔を貰い、それで逆に自身がメロメロになり悩みが吹っ飛ぶ。
キッス（人間）態
メロロンがキッスへ変身の際、変身バンク中にキラキラショータイムマイクの力で変身した女性の姿。
ズキューン同様長身でうたたちよりも年上と見られ、プリキュア時では2番目に高い。また妖精時の甲高い声から大人びた低い声に変化し、語尾の「メロ」もつけずに喋る。さらに一人称も「わたし」になり、ズキューンへの呼称も「お姉さま」と変化する。
黒のロングヘアで、妖精時と同じキラルンリボンでツインテールにしている。瞳の色は妖精時から不変。
あまり多くを語らないクールビューティーな性格で、生来の気が強くおしゃまな性格とズキューン以外にふてぶてしい態度を取る性格も健在。また、自身の心境を詩にしたためるのも健在。さらに何にでも首を突っ込むズキューンを抑制する保護者も担うようになる。

### キラキランド

#### 上層部
ピカリーネ
声 - 大原さやか
キラキランドを統べる女王。ダークイーネの侵攻により水晶の中に監禁されているため、うたたちとはアイドルハートブローチにプリルンのキラルンリボンを装着して現れたホログラフィーで対面する。ちなみに、うたとななには閃光を放ちながら「ピカリーネ！です」と自己紹介していた。
胸にハートと八分音符のマークがあり、ベールがついたティアラを身につけている。
一人称は「わたし」。全員を呼び捨てで呼んでいる。
心優しい性格で女王らしく威厳と厳格さを持ち、誰にでも敬語で話す。
プリルンがステージで歌うアイドルのライブ動画を勝手にアップしたのを見て「言い伝えで禁じられている」と咎め、そして「一度上げたものは消せない」と情報リテラシーを忠告する。罰として彼女に鉄槌を下す（詳細はプリルンを参照）。そしてキュンキュンの動画をアップした（通算3回目）のを見て、彼女に「今度はモッサモサでは済みませんよ？」と意味深な言葉を告げる。しかしその忠告を無視して彼女が「Trio Dreams」の動画をアップするが、従前と同じモッサモサの刑にとどめた。のちにキッス（メロロン）も「Awakening Harmony」の動画をアップするが、彼女には罰を与えなかった。

#### 妖精
タナカーン
声 - 諏訪部順一
キラキランド出身の妖精。本来は妖精としての姿もあるが、人間界では後述の成人男性「田中（たなか）」として暮らしている。キラキランド在住時はプリルンの家の裏に住んでいた。プリルンが見せた妖精時のイラストによると、メガネをかけ八分音符が描かれたネクタイを締めている。
一人称は「わたし」。ピカリーネを「女王さま」と呼び、プリルンとメロロンを呼び捨て、うたたちを「さん」付けで呼んでいる。
浜辺にいたうた・なな・プリルンに「プリキュアですね？」と唐突に問いかけて場を凍りつかす。翌日喫茶グリッターに赴き再度3人と面会し、ピカリーネから正体を明かしてもらう。
元々、キラキランドと友好関係にあったはなみちタウンにある出張所の駐在員として街をパトロールするなどしていたが、キラキランドがダークイーネに襲撃されたことを知る。そこで人間界にいて難を逃れていたこともあり、ピカリーネの承諾を得てアイドルプリキュアの行動を管理するマネージャーになることを申し出る。
「プリキュアは世界を平和にするのが使命」という考えを持っているため、アイドルたちのタレント活動には否定的だった。しかしプリルンの懇願とアイドルたちの活躍を見て考えを改め、タレント活動のマネジメントも担うようになる。また、グリッターで食べたコーヒーフロートの味に感銘を受け、プリキュアを近くでサポートすることも兼ねてグリッターのアルバイト店員として働き始める。
こころをプリキュアに覚醒できなくて落胆するプリルンを見て「あなたが弱気になってどうする？」となだめる。続けて「こころさんの輝きが本物ならば信じてみては？」と助言し彼女を鼓舞する。
アイドルたちのレコーディングではレコーディング・エンジニアの顔も見せる。
プリルンとメロロンがキラキランドへ帰郷してからなかなか戻ってこないのが気掛かりとなり、自身も帰郷することを決意する。その後2匹の情報を得て戻るが、故郷の思った以上の惨劇を見て酷くやつれていた。
就寝時は緑色のパジャマとナイトキャップを着用する。
朝の日射しを浴びながらの体操とコーヒーを淹れるのが寝起きのルーチン。「目覚めの一杯のコーヒーを飲むのが至福の時」と語る。
犬に激しく懐かれた過去があり、それがトラウマで犬が苦手。
アイドルたちのマネージャー、グリッターのアルバイト、街のパトロールと多忙を極めているためはなみちタウンに来てから夏休みを十数年取ってない。それを聞いたうたたちから休暇を貰うが、仕事が気になり休まることができずにいた。そこで「わたしにはこれしかない」との考えに至り、5人の活動の企画を考えるなど根っからの仕事人間（妖精）さを見せる。
人間態（田中）
タナカーンが人間界で仕事する際に変身した成人男性の姿。当初はプリルンに疑念を抱かれていたが、彼女の顎をさする手さばきでタナカーン本人であると納得させた。
七三分けでメガネをかけ、濃いグレーのスーツと黄緑色のワイシャツを身につけ、八分音符が描かれた黄色のネクタイを締めている。会話の節々でメガネのブリッジを触るクセがある。
常に沈着冷静で無表情であり、敬語で淡々と喋る。
はなみちタウンの山奥にあるファンシーな出張所に住んでいる。その後キラキランドへ一時帰郷していた際、プリキュアに覚醒したプリルンとメロロンに乗っ取られてしまう。しかし、2人を追い出すことはせず居候として住まわせる。
妖精態
タナカーン本来の姿。薄い緑色の体で、胸に緑色の円がある。特徴的な前髪でメガネを掛けている。八分音符が描かれた黄色のネクタイを締めている。以前プリルンが出したイメージイラストとほぼ同一である。
田中時のイメージを覆す砕けた喋りかつ濁った声色になり、語尾に「タナ」をつけて話す。プリルンたち同様、浮遊して移動が可能。
プリルンがズキューン覚醒の代償で記憶を封印してしまい田中の姿では覚えていなかったため、妖精態で覚えているか立証すべく生来の姿に戻る（結果は覚えていた）。この姿に戻った途端プリルンに懐かれ、その後嫉妬したメロロンに引き離される。

### チョッキリ団
本作品におけるプリキュアの敵対勢力。キラキランドに突如現れ、暗闇の世界に変えたのちにはなみちタウンへの侵攻を開始する。
薄暗いバーをアジトにしている。また、衣装にハサミが描かれている。

#### 上層部
ダークイーネ
声 - 佐藤利奈
チョッキリ団のボス。キラキランドを襲撃し、暗闇の世界に変えた張本人。

#### 幹部
チョッキリーヌ
声 - 矢作紗友里
チョッキリ団の幹部の紅一点で、リーダー格。下記の2人からは「ボス」と呼ばれている。
怪物の召喚時にはキラキラを有する人間を標的として「お前のキラキラ　オーエス！」といって綱引きのようなポーズで尻もちをいったんついた後で「チョキットね。さあ来な。クラヤミンダー！　世界中をクラクラの真っ暗闇にするんだよ！」と言って地面に両手を叩きつける。
人使いが荒く、カッティーが脱退しても人員の補充はせずザックリーをワンオペ連勤に強いている。敵であるプリキュアにも自分の名前に「様」をつけさせるよう強調する。
カッティー
声 - 山田浩貴
チョッキリ団の幹部の一人。モアイのように鼻が長く怒肩が特徴の大柄な男で、一人称は「自分」。名前の通り自分勝手な性格であり、自身も認めている。
厳つい外見とは裏腹に物腰が柔らかく慇懃無礼な性格で、「ですな」「ですぞ」を語尾に付けて話す。また、後述の握手会に参加するため爪を切るなどエチケットも弁えている。
怪物の召喚時にはキラキラを有する人間を標的として「出でよ、マックランダー（クラヤミンダー）！ 世界中をクラクラの真っ暗闇にするのですぞ！」と言う。
プリキュアたちと対戦するうちに隠れファンとなり、「笑顔のユニゾン♪」を口ずさんだり、（表向きは情報収集のため）CD発売イベントの握手会に並ぶなどの一面を見せる。しかし大量のキラキラに耐え切れずマックランダーを使役してしまい、敗戦後「握手できず無念」と後悔する。元々はキラキランドの妖精カッティンである事が判明した。
カッティンダー
チョッキリ団としての使命とアイドルプリキュアに対する想いで葛藤していたカッティーが出撃した際、アイドルプリキュアがはなみちタウンフェスに向けて練習に励む場面を目撃しキラキラが芽生えたところをダークイーネに付け込まれ、ロボット型の怪物に変貌した姿。「プリキュア・ハイエモーション」をも無効化するなどアイドルプリキュアを圧倒するが、とどめを刺そうとしたところでカッティーの良心により阻止され、その場を後にする。
その後ダークイーネによりさらに強化された状態ではなみちタウンフェスの会場に現れ、再びアイドルプリキュアを圧倒するが、突如現れたキュアズキューンとキュアキッスの合体技「プリキュア・ズキューンキッスデスティニー」により浄化され、アイドルプリキュアに謝罪したうえで自らがファンクラブ会員第1号になると宣言し、その場を去った。
ザックリー
声 - 佐藤せつじ
チョッキリ団の幹部の一人。緑色のリーゼントが特徴の細身な男で、一人称は「オレ」。
キザったらしい性格で、小馬鹿にした喋りが特徴。「ザックリ」が口癖。
怪物の召喚時にはキラキラを有する人間を標的として「来い、マックランダー（クラヤミンダー）！ 世界中をクラクラの真っ暗闇にしやがれ！」と言う。
こころの母・愛をクラヤミンダーにした際、キュンキュンから父・信二が逝去した時にそばにいてくれたことや仕事が忙しいのに身の回り世話をしてくれることを耳にする。その言葉が響いたのか、敗戦後「ザックリ、いい話じゃねえか…」ともらい泣きしながら撤退する。
カッティーが脱退してからは連勤を強いられている。
疲れ切った状態でキュアウインクの歌に癒しを感じ、たまたま出会ったななに優しく接されて困惑し「嫌い」だと心にもない事を言ってしまう。
そして更なる連勤により疲弊している最中、ななと再会したところでジョギによってザックリンダーにされてしまうが、ウインクの説得とウインククレッシェンドにより元の姿に戻り、相変わらず素直にはなれないものの改心して去って行った。元々はキラキランドの妖精ザックリンである事が判明した。
ザックリンダー
過労のザックリーが、ななにハンカチを返す時、うっかり水たまりに落としてしまい、落ち込んだ所をジョギによってクラヤミンダー化されてしまったザックリーの姿。巨大化して暴走するも、ウインクの説得を聞く自我は持っている。
必殺技
ザックリビーム
目から放出する広範囲のビーム光線。相当な威力だが、キュンキュンレーザーに相殺される。
ザックリパンチ
ザックリンダー版のロケットパンチ。巨体を活かした攻撃だが、アイドルグータッチに跳ね返される。
ジョギ
声 - 林勇
灰色のフードを被った謎の青年。浮遊も可能。その容姿は響カイトに類似している（彼の瞳の色は紫で、カイトは緑）。ザックリーもジョギが何者か知らなかった。
怪物の召喚時にはカッティーやザックリーとは違いキラキラではなく人の「真っ暗闇」を見つけ「光の中には闇がある。君の闇を見せてごらん。綺麗だね。呑まれるといい。さあおいで」と唱える。
バッサリーナ
声 - 朝井彩加
マスクプレイミュージカル『キミとアイドルプリキュア♪ドリームステージ♪』に登場するオリジナルの女性幹部。元はアイドル歌手や俳優、ダンサーなどを目指しオーディションを受けては落ち続けていたが、アイドルプリキュアの歌やライブ映像に励まされていた。その最中チョッキリーナに見いだされる形でチョッキリ団の新人幹部になった。
プロデューサーとしてアイドルプリキュアの全国ライブツアーを企画し、田中を通して話を持ち込み、うたたちが快諾したことで実現させるが、その真意は観客によって発生したキラキラを奪い取ることで、このうち田中のキラキラを元にして2度もクラヤミンダーを出現させるが、最初はアイドル、2度目はズキューンとキッスによって浄化される。
企みを阻止されたことで最終的に自らバッサリンダーとして怪物化、アイドルプリキュアたちを圧倒するが、キュアスカイ・キュアワンダフルの助太刀を経て立ち上がったアイドルプリキュアたちによって浄化、さらにアイドルからの説得を受け入れ改心し、チョッキリーナから離れることになった。

#### 怪物
マックランダー
声 - 矢野正明
チョッキリ団の幹部の一人が使役する怪物。ハサミのような形をした紫色のサングラスに、リーゼントヘアが特徴。「マックランダー！」と発声する。
メンバーが目を付けた対象の人物からキラキラを奪い取って水晶に閉じ込め、それを核にして生み出される。召喚者の指示の元、破壊活動を行う。出現時には辺りの空が暗くなり、プリルンが身震いすることによってその存在を感知する。
プリキュアの攻撃によって中に閉じ込められている対象者は光を取り戻していき、浄化技を受けると「キラッキラッタ～」と対象者と共に言いながら消滅し、破壊された公共物などは元に戻る。
クラヤミンダー
声 - 矢野正明
マックランダーがダークイーネから授けられた星型の水晶によって強化された怪物。出現パターンに関してはマックランダーと変わらないが、マックランダーよりも攻撃力が高くなっているほか、当初の登場個体はソロの決め技がきかない以前にライブ開始時に着席させることができない。

### プリキュアの家族

#### 咲良家
咲良 和（さくら かず）
声 - 江頭宏哉
うたの父。喫茶グリッターのウェイター兼コック。
外見が後述するきゅーたろう役の津田健次郎に似ているが、これはシリーズディレクターの今千秋が、和のデザインを自分の好みに調整してもらったところ、最終的に津田に似る形になったと明かしている。
咲良 音（さくら おと）
声 - 北原沙弥香
うたの母。グリッターのウェイトレス。
咲良 はもり（さくら はもり）
声 - 飯田友子
うたの妹。
ななの演奏を聴くため中学校へ向かっていたところ、ザックリーにキラキラを奪われマックランダーにされてしまう。しかし、アイドルとウインクに助けられ、事なきを得る。
きゅーたろう
声 - 津田健次郎
咲良家で飼われているゴールデン・レトリバー。うたからは「きゅーちゃん」の愛称で呼ばれており、彼女の話し相手も担っている。
元々は平治・温子夫妻の家で飼われていたが、温子の死去を受けてさみしがるうたのために譲り渡された。
うたたちのフェス特訓にオブザーバーとして参加している。
第28話では、内心が日本語で語られるという演出がなされた。この時の一人称は「ボク」。
モデルは、シリーズディレクターを務める今の愛犬。
咲良 平治（さくら へいじ）
声 - 巻島康一
うたの祖父。山の家で1人で暮らしている。
咲良 温子（さくら あつこ）
声 - 久保田民絵
うたの祖母。6年前に亡くなっていた。
幼い頃のうたや、当時幼犬だったきゅーたろうが懐いており、うたの人格形成に影響を与えている。ある時落ち込んだうたを見て、元気づけるためにプリンを食べさせてあげた。これで元気を出したうたは、スプーンにリボンをつけてマイクにして歌い出し、歌うことで温子が使うしょんぼりした様子を表す「ショボッボボンボン」ではなく、現在のうたの口癖になる「キラッキランラン」になると気づいた。

#### 蒼風家
蒼風 一（あおかぜ はじめ）
声 - 渡部俊樹
ななの父。
蒼風 睦美（あおかぜ むつみ）
声 - 川﨑芽衣子
ななの母でピアニスト。フランスを拠点に活動している。

#### 紫雨家
紫雨 信二（しぐれ しんじ）
こころの父。こころが幼いときに亡くなっている。
紫雨 愛（しぐれ あい）
声 - 川島悠美
こころの母。
こころ用の誕生日ケーキを買い帰宅中、ザックリーにキラキラを奪われクラヤミンダーにされてしまう。しかし激昂したキュンキュンにより助けられ、その後無事にこころの誕生日を祝う。
西村 誠（にしむら まこと）
こころの祖父。
西村 恵子（にしむら けいこ）
声 - 要田禎子
こころの祖母。こころのことは「ここちゃん」と呼んでいる。

### はなみちタウン
小宮 絵真（こみや えま）
声 - 松井暁波
グリッターの常連客。漫画家であり「絵真」のペンネームで活動している。
書店「Booksはなみち」でデビュー作『ふたつの世界ときらりハート』のイベントを行っていたところ、カッティーにキラキラを奪われマックランダーにされてしまう。しかし、うたが覚醒したアイドルに助けられる。
城 蓮司（じょう れんじ）
声 - 西村知道
グリッターの常連客で、白髪の老人。後にカイトからサインをもらった。
はなみぃちゃん
はなみちタウンの地域おこしゆるキャラで、腹部にサクラのマークがあるリスの着ぐるみ。両手に風船を持っている。
幼少期にななも風船を貰ったことを懐古した途端、それを聞いたこころが猛烈に感動してしまう。のちにザックリーによってマックランダーにされてしまうが、ウインクたちに助けられる。
くりきゅうた
声 - 不明
力士。
プリキュアを探しているうたの聞き間違いで、プリルンと共にキラキランドに連れていかれそうになったが、プリキュアではなかったため、即座にはなみちタウンに戻された。のちにプリルンの記憶を戻すためにうたによって連れてこられた。
響 カイト（ひびき かいと）
声 - 佐久間大介（Snow Man）
18歳にして世界中から注目され、赤ちゃんからお年寄りまで皆に愛される「レジェンドアイドル」と呼ばれる、人気男性アイドル。
こころによると、自身のファンを「カイ友」と呼称している。
活動を休止し、歌の勉強のためニューヨークに留学していたが、ある日喫茶グリッターにお忍びで訪れる。その時、和と音が買い出しに出かけ、直後客が増えたことでうたがさばききれない状況に陥ったことから、手伝いを申し出て、接客を完璧にこなす。
うたが赤ちゃんをあやしたときや、自身が海辺で歌っているときに一緒に歌ってきたうたのその歌声を聞いて賞賛した。
海外留学を終え、日本とニューヨークを拠点に活動を再開する。その際「活動休止中は犬がいる桜並木のある川沿いの喫茶店に行っていた」と配信してしまい、グリッターにカイ友が押し寄せてしまう。
基本的に誰に対しても優しい態度で接するが、アイドルの仕事に関しては強いプロ意識もあり、適当なサインを描いたキュアアイドルに「アイドルとしてはまだまだ」と苦言を呈した事もある。
森 こはる（もり こはる）
声 - 風間万裕子
Pretty Holic はなみちタウン店に勤める女性。SNS経由でアイドルとウインクにCM動画撮影を依頼する。
撮影当日、カメラを見て緊張する2人に「カメラではなく私を見て」とアドバイスし、本調子を取り戻させる。外での電話中ザックリーにマックランダーにされてしまうが、無事アイドルとウインクに救出され、CM効果で大盛況になる。
アイドルプリキュアとズキューンキッスの対決販売（詳細後述）を発案した際、初対面のこころと（ぬいぐるみのフリをした）メロロンに挨拶する。
ありす
声 - 鈴木愛奈
メロロンがはなみちタウンで迷子になった所で、同じく迷子になっていた女の子。メロロンと最初に会話した人物で、大切な人のことを語り合う。母と合流した後、メロロンがカラスに連れ去られ追いかけた後でうたたちと出会う。
貴島 つむぐ（きじま つむぐ）
声 - 松田利冴
雑誌「エンタメブンブン」の女性記者。「ブンブン」と言いながら犬のように嗅覚で取材する。
ズキューンとキッスを取材するためうたたちと共に彼女らを追跡するが、その最中にザックリーにクラヤミンダーにされてしまう。その後、プリキュアによって元に戻り目を覚ました際に2人と対面し取材に成功する。
丸山（まるやま）プロデューサー
声 - 有沢俊浩
カイトがデビュー時から世話になっている中年男性。カイトからは「マルさん」と呼ばれている。
テンコ
声 - 秋保佐永子
TV番組「テンコの部屋」の司会。モデルは黒柳徹子。カイトをゲストに招き入れた。
メイ
声 - 東内マリ子
喫茶グリッターにたまたま居合わせたカイトに会い、彼からサインをもらうも、ザックリーにクラヤミンダーにされてしまう。浄化後、キュアアイドルにも背中にサインを貰う。
夏野 はなえ（なつの はなえ）
声 - 島田愛野
ひまわり畑を運営している女性。撮影に失敗したうたの代わりに撮影した。

#### はなみち中学校
富士見（ふじみ）
声 - 下妻由幸
うたたち2年A組のクラス担任。担当教科は国語。
東中 みこと（ひがしなか みこと）
声 - 村上奈津実
うたの親友かつクラスメイト。小豆色のショートボブでメガネを掛けている。
こころが貼ったアイドルのポスターを見て「アイドル大好き！」とうたに公言し、その後研究会に入る。下校途中でカッティーにキラキラを奪われマックランダーにされてしまうがアイドルに助けられ、その後彼女から「応援ありがとう」と感謝される。
新橋 わかば（しんばし わかば）
声 - 風間万裕子
うたのクラスメイト。1年生の時はななと同じクラスに所属していた。根本を緑のリボンで結んだ栗色のポニーテールの少女。
女子バレーボール部のエースで、地区大会のメンバーにも選出されるほどの実力を持つ。男子バレーボール部の先輩である翔太（声 - 白井悠介）に想いを寄せており、翔太が近く転校することから、うた・なな・みこと・るか・みおと共に参加する球技大会で優勝したら翔太に告白すると宣言する。決勝戦の最中にカッティーによりクラヤミンダーにされてしまうも、アイドルプリキュアにより救われ、優勝を果たして翔太に告白する。翔太にはフラれてしまったが、気持ちを伝えることができたとうたたちに感謝している。
坂上 るか（さかうえ るか）
声 - 東内マリ子
うたのクラスメイト。ウェーブがかかったロングヘアの少女で、右前髪にはヘアピンを着けている。
新野 みお
声 - 飯田友子
うたのクラスメイトで、放送部員。昼休みの校内放送ではこころのリクエスト曲である「笑顔のユニゾン♪」を流した。チョッキリ団の幹部3人により他の放送部員と共にマックランダーにされるも、アイドルプリキュアにより救われた。
寸田 躍（すんだ おどる）
声 - 篠原彰宏
ダンス部部長の中学3年生で、白いキャップをかぶっている。
こころをダンス界の逸材と認めており、入学前からダンス部にスカウトするが、研究会の多忙を理由に断られその意思を尊重する。
こころがプリキュアの実態を目の当たりにし、プリキュアを忘れるためダンスの練習に没頭していた時に再び声をかけて、改めて誘おうとした時に「考えてみる」と返答を得たことで喜ぶ。その後ザックリーがプリキュアをおびき寄せる罠として設けたニセライブ会場にダンスの参考になると訪れたが、キラキラを奪われマックランダーにされてしまう。しかしその直後アイドルとウインク、そしてこころが覚醒したキュンキュンに助けられる。戦闘後、こころから改めて「アイドルとウインクを追いかけて、いつか2人みたいになりたい」と告げられ正式にダンス部の入部を断られるが、彼女の思いを汲み「いつか絶対叶えられる」と励ましの言葉を贈った（一連の経緯は紫雨こころの項目も参照）。
宇釣木 大輔（うつりぎ だいすけ）
声 - 渡辺紘
うたのクラスメイト。うたに密かに好意を寄せ、ラブレターを送っていたが、クラヤミンダーにされた後、キュアアイドルの事を考え、アイドルの推しへと切り替えた。

## プリキュアの設定
本作品におけるプリキュアは「キラキランドに伝わる伝説の存在」として位置付けられている。第1話でプリルンが「アイドルプリキュアはキラキラ～ッと闇を照らす救世主」とうたに説明している。
初期メンバーの変身は「プリキュア！ ライトアップ！」と唱えながらアイドルハートブローチにプリキュアリボンを装着し、その後ブローチを3回叩いて「キラキラ、ドレスチェンジ！ YEAH！」の掛け声のあと上部にある脇のスイッチを押して中にあるハートのミラーボールが回ることで変身が開始される。変身の合間で髪と瞳が変化後「キミと～！ YEAH！」、衣装が変化後「一緒に～！ YEAH！」の掛け声が入る（いずれも発声後ブローチ上部にある脇のスイッチを押す）。仕上げにアクセサリーが施される。そして、左胸にブローチを装着して変身終了。
3人揃って名乗る際はアイドルが真ん中から、ウインクが左から、キュンキュンが右から手を出して重ねてから「ウィアー！キミとアイドルプリキュア！」の掛け声（名乗り）とともに腕を上げ、その後アイドルをセンターに右にウインク、左にキュンキュンの位置で各々が決めポーズを取る。
浄化技を発動する際、ステージ上で披露する挿入歌のダンスの振付はこれまで前作のエンディング主題歌の振付を担当したyurinasiaが本作品においてエンディングテーマとともに担当している。
第2話でピカリーネがうたに「ダークイーネは恐ろしい存在。何が起きるか分からない」との理由で、プリキュアの正体の秘匿を厳命する。しかし、続く第3話でななにプリルンがバレたのを機にうたも芋づる式に自身がプリキュアだとバラしてしまう。2人の事情を酌んだななは他言無用しないことを約束する。その後、結果的にななもプリキュアに覚醒したため事なきを得る（後述）。
第6話でこころを尾行していたプリルンが彼女に見つかり存在を知られてしまうが、プリキュアたちに会わせるのを条件に口止めを行う。しかし、マックランダーに襲われたこころを助けるためうたとなながやむを得ず変身を行い正体を明かしてしまう。だが、続く第7話でこころもプリキュアに覚醒したため事なきを得る（後述）。
第5話からはプリキュアの姿でタレント活動を行うようになり、チョッキリ団との戦闘と併せて二刀流の活動を始める。その際、正体がバレないようにタナカーンの発案でうた・なな・こころは「マネージャー見習い」、プリルンとメロロンはマスコットキャラクターとして関係者と接するようになる。
第10話で各メンバーのステージ曲のCD化が決まり、歌手としての活動も始める。そこに、みことがこころに「アイドルたちと交流したい」と願望を伝える。それを聞いたこころはうたたちにデビューイベントとして握手会の開催を打診し、全会一致で了承を得る。そして、グループ名・アイドルプリキュアでデビューを果たす。
第17話から登場するキュアズキューンとキュアキッスは、変身アイテムと変身方法が初期メンバーと差異があるためこちらを参照。

### キュアアイドル
咲良うたが変身するプリキュア。変身時の名乗りは「キミと歌う、ハートのキラキラ！ 笑顔ニッコリ、キュアアイドル！」。ファンサは「アイドルスマイル」。
ちなみに、アイドルは『デリシャスパーティ♡プリキュア』のキュアプレシャス以来3年ぶりの人間の主人公プリキュアである。また、金髪の主人公プリキュアは『魔法つかいプリキュア!』のキュアミラクル以来9年ぶり延べ5人目。
第1話で自身の歌声を聴いたプリルンからプリキュアにスカウトされるが「わたしじゃない」と断る。その後、カッティーにキラキラを奪われた絵真がマックランダーにされたのを見て「わたしの歌でキラッキランランにしたい！」という思いからプリキュアに覚醒した。しかし変身は無意識に行っていたらしく、変身後の姿を見て驚愕していた。
ちなみに第2話でプリルンが勝手にアップロードした名乗りシーンと浄化シーンのライブ動画がSNSでバズり、その後テレビで「謎の新人アイドル」と紹介されている。その影響は学校にも波及し、こころが発起人となり「キュアアイドル研究会」が立ち上がる（詳細は紫雨こころを参照）。
変身時にはピンクのハートマークの光がコスチュームに変化する。髪色は茶色から金色へと変化し、ヘアスタイルも前髪は不変だが後ろ髪はセミロングからボリュームのある長髪へと大幅に変化する。後頭部の髪が大きいリボンのようになっており、そこから縦ロールとピンクのメッシュが生えている。前髪の左側にはハート型のピンクのメッシュが入っており、右側にはピンクのリボンがついている。瞳はえんじ色からエメラルドグリーンに変化する。
コスチュームはピンクと白を基調とした曲線的なデザインで、セパレートタイプであるため、へそが出ている。また、頭・胸部のリボンとスカートにはオーバーチェックが施されている。胴の部分は裾の右側が長いアシンメトリーになっており、下にピンクのホルターネックのインナーを着用している。白を基調としているが胸部はマゼンタ色で、左胸にピンクのリボンがついている。スカートはオーバーチェックと、淡い水色のグラフチェックが入ったピンクの生地が交互になるようにデザインされている。右側の腰にはハートが書かれた長い布がついており、表は桃色、裏は水色になっている。また、スカートの背中側から帯が2本伸びており、先端に桃色のハートの装飾がある。桜色のフィンガーレスグローブの他、右腕のみ白いアームカバーを着用している。白いロングブーツには左耳のピアス同様、ピンクのハートひとつと水色の2つの玉の装飾があり、履き口にはピンクのリボンがある。
個人技
アイドルグータッチ
右手に輝きを溜めて放つストレートパンチ。
決め技（浄化技）
プリキュア・アイドルスマイリング
右手を胸に当てながら「クライマックスはわたし！もり上がっていくよー！」の掛け声とともに、敵を席に着かせた上でライブ空間を出現させてライブを開始する。「笑顔のユニゾン♪」のサビを歌って敵の両手に1本ずつキラキライトを持たせつつノリノリにさせた上で、頭上に巨大なハート形のエネルギー弾を生み出し、相手に向けて投げつける。

### キュアウインク
蒼風ななが変身するプリキュア。変身時の名乗りは「キミと瞬く、ハートの勇気！ お目目パッチン、キュアウインク！」。ファンサは「ウインク」。
第2話でマックランダーと対峙するアイドルを目撃し感銘を受け、続く第3話でうたに「アイドルのように強くなりたい」と吐露する。その後マックランダーにされたはもりとアイドルのピンチを見て「2人を助けたい！」という思いからプリキュアに覚醒した。ちなみに、うたとは対照的に変身後の姿を冷静に受け入れた。
アイドル同様、第4話でプリルンが勝手にアップロードした浄化シーンのライブ動画がSNSに拡散される。ちなみに、覚醒後の第6話で研究会のポスターが自身とアイドルが描かれた物に刷新されていた。
変身時には青いダイヤマークの光がコスチュームに変化する。髪色は藍色から青（一部は紫色）へと変化し、ヘアスタイルも前髪は不変だが後ろ髪はボリュームのある長髪へと大幅に変化する。青のリボンがついたカチューシャと、頭頂部にハート型の髪飾りをつけている。瞳は藍色からクリアな紫色に変化する。
コスチュームは青と白を基調とした直線的なデザインで、マーチングバンド風なビスチェとなっている。スカートはオーバーチェックで、その上に青のマントをまとっている。頭・胸部のリボン、肩飾りにオーバーチェックが施されている。また首に青のチョーカー、右足に青のガーターリング、水色のフィンガーレスグローブ、白のショートブーツを着用している。初期メンバーで唯一シンメトリーのコスチュームである。
個人技
ウインクバリア
青いダイヤの結界を出現させて相手の攻撃を防ぐ技。
決め技（浄化技）
プリキュア・ウインククレッシェンド
ピアノに着座しながら「クライマックスはわたし！聴いてください」の掛け声とともに、敵を席に着かせた上でライブ空間を出現させてライブを開始する。「まばたきの五線譜」のサビを歌って敵の両手に1本ずつキラキライトを持たせつつノリノリにさせた上で、自身の周りにダイヤ形のエネルギー弾を生み出し、相手に向けて投げつける。

### キュアキュンキュン
紫雨こころが変身するプリキュア。変身時の名乗りは「キミと踊る、ハートのリズム！ 心キュンキュン、キュアキュンキュン！」。ファンサは両手を頭の上に持ってきて両腕でハートマークを作る「キュンキュンポーズ」。英字表記は「Cure Kyun-Kyun」。
ちなみに、繰り返し言葉のプリキュア名は『デリシャスパーティ♡プリキュア』のキュアヤムヤム以来2人目。
アイドルのファンが興じて第2話で「キュアアイドル研究会」を立ち上げる。ウインクが登場したのを機に、第6話で「キュアアイドル＆キュアウインク研究会」と改称する。その後プリルンから素質を買われアイドルハートブローチを渡されるが、アイドルたちが戦うのを見ておじけづく。続く第7話で「わたしには無理」と感じ、そして「わたしにはダンスしかない」と確信しプリルンにブローチを返してその場を立ち去る。その後家に帰り、部屋にあったアイドルたちのグッズを泣きながら封印し2人と決別する。しかし、ダンスの練習中にアイドルたちが走馬灯のように流れジレンマに陥る。だが、そこに駆けつけたうたとななの励ましにより吹っ切れアイドルたちへの熱意を復活させる。その後、ザックリーが設営したニセのアイドルたちのステージにいた寸田がマックランダーにされたのを目撃する。そして、ザックリーを睨み「ファンを裏切って許せない！」という怒りからプリキュアに覚醒した。ちなみに2人に憧れていたこともあり、変身後の姿を見て「わたしもプリキュアだ…」と感慨深く喜びを噛みしめていた。
アイドルやウインク同様、第8話でプリルンが勝手にアップロードした名乗りシーンの動画がSNSに拡散される。ちなみに、第10話で研究会のポスター（ウインクと同一の物）に「&キュアキュンキュン」とみことの手書きで追加されていた。
変身時は紫の雫マークがコスチュームに変化する。髪色は紫色から白みかかった紫色（一部は水色）へと変化し、ヘアスタイルも前髪は不変だが後ろ髪は紫色のリボンで輪っかに結った長いツインテールへと変化する。アホ毛は水色に変化する。瞳は紫色からクリアな黄色に変化する。
コスチュームは紫色を基調とした円みがあるデザインで、左肩を露にしたトップスとなっている。スカートはバルーンスカートで、その上に紫色のフリルをまとっている。頭部のリボン、肩飾り、フリルにオーバーチェックが施されている。また首に紫色のチョーカー、後ろ腰に水色のロングリボン、薄紫色のフィンガーレスグローブ、白のロングブーツを着用している。
個人技
キュンキュンレーザー
髪飾りから紫色のレーザーを出現させて相手を攻撃する技。
決め技（浄化技）
プリキュア・キュンキュンビート
頭上で手を叩きながら「クライマックスはわたし！準備はOKー!?」の掛け声とともに、敵を席に着かせた上でライブ空間を出現させてライブを開始する。「ココロレボリューション」のサビを歌って敵の両手に1本ずつキラキライトを持たせつつノリノリにさせた上で、自身の周りに紫色の水滴型のエネルギー弾を生み出し、相手に向けて投げつける。

### キュアズキューン＆キュアキッス（ズキューンキッス）
第17話ではなみちタウンフェスで暴れていたカッティンダーと、それと対峙していたアイドルたちの前に突如現れた謎の2人組プリキュア。続く第18話でも加勢し、戦闘後アイドルが色々聞こうとしたが足早に立ち去ってしまう。そして第19話でクラヤミンダーが現れた際プリルンがズキューンに、メロロンがキッスに変身する。それを駆けつけたうた・なな・こころと、対峙していたザックリーに見られ全員を驚愕させる。
変身の際はまず2匹が回りながら同時に人間態へ変態し、その後遅れて現れたキラキラショータイムマイクを掴む。その状態で「プリキュア！ ライトアップ！」と唱えながらマイクにプリキュアリボンを装着したあと上部のカバーを回してミラーを露出させ、その後マイクを3回叩いて「キラキラ、ショータイム！ YEAH！」の掛け声のあとリボンを押すことで変身が開始される。変身の合間で髪と瞳が変化後「キミと～！ YEAH！」、衣装が変化後「一緒に～！ YEAH！」の掛け声が入る（いずれも発声後リボンを押す）。仕上げにアクセサリーが施され、自らルージュを引く。そしてハートキラリロックが変化した錠前を各々の腰に装着し、マイクのカバーを戻して変身終了。掛け声は2人同時で行い、名乗りはズキューン→キッスの順になる。
立ち位置は向かって左からキッス・ズキューンの順。
ちなみに、第19話と第20話の変身バンクではプリルンのキラルンリボンが記憶を封印した影響で黒ずんでいた（妖精態のみ）。
変身にはプリルンとメロロンが揃うのが必須で、単独での変身はできない。変身後は長身で美貌がある顔つきになり、童顔の初期メンバーと対をなす容姿となっている。喋りも妖精時の甲高い早口から、低い声色でゆっくりした口調に変化する。また一人称も「わたし」となり、それぞれの語尾（前者は「プリ」、後者は「メロ」）もつけずに喋る。さらにメロロンがプリルンを普段「ねえたま」と呼んでいるが、キッス変身時はズキューンを「お姉さま」と呼ぶようになる。第22話でうたがプリルンとメロロンに「どうしてプリキュアだと大人っぽいの？」と尋ねるが、それに2匹は「わからない」と返す。
第16話で、アイドルたちがはなみちタウンフェスの出演が決まる。プリルンが3人を祝福したところ、うたから「プリルンもメンバーだよ！」と返され歓喜する。その言葉に感銘を受けて奮起しフェスの成功を目指し特訓していたところカッティンダーが現れ、苦戦するアイドルたちに助太刀しようとしたが軽くあしらわれ失敗に終わる。その夜プリルンは「アイドルを守る！」と誓いを立て、メロロンとともにキラキランドへの帰郷を決める。続く第17話でプリルンは「ビッグキラキラリボンが戻ればチョッキリ団は壊滅する」と考え、集めたキラルンリボンを用いてビッグキラキラリボンの復活を試みるが数が足りずにまたも失敗に終わる。絶望していたプリルンのもとにメロロンがやってきて、持っていたハートキラリロックを彼女に見せて「これを使えば何でも叶えられるが、代償として一番大事な物を封印する必要がある」と忠告する。それを聞いたプリルンはうたのことがよぎり「うたとの思い出は大事な宝物。それを忘れたくない…」と苦悩する。しかし「それでもアイドルを守る！」と腹を括り、それを聞いたメロロンも彼女を尊重しそれぞれ大事な物を封印し鍵を掛けた（詳細後述）。しかしそれ以降2匹が行方不明となり、前述の通りズキューンとキッスが突如現れた。その後の第18話でも不明だったが、続く第19話ではなみちタウンに戻っており上空を飛行していた。
第19話のキッスの回想シーンで真相が明らかになる。プリルンが鍵を掛けた途端彼女のキラルンリボンが黒ずみ、それと同時にプリキュアリボンが2個現れる。その後それぞれうたから貰ったスプーンがリボンと融合しキラキラショータイムマイクが2本生成され、その力でプリキュアに覚醒した。
「ズキューンキッス」のデュオ名はデビューステージのライブ配信を放映したテレビの特集で使われ、のちに2人も使うようになる。
早速研究会でも取り上げられ、第18話でこころを筆頭に「Awakening Harmony」の動画を鑑賞する。これを機に「アイドルプリキュア研究会」と改称し、ポスターも初期メンバー（キュンキュン・アイドル・ウインク）と追加メンバー（キッス・ズキューン）の2種類作成される。そしてところ構わず「ズキューン！」と叫ぶうたを見たななが心配になり、こころに助けを求める。こころはうたがズキューンのファンになったことを見抜き、彼女に「推し活」や「沼」の説明を行う。それを聞いたうたは感銘を受け入会を決める（ななも成り行きで入会する）。その他にも同話でキッスファンになった女性が美容室でキッスの髪型を頼むなと、たちまち世間を席巻するインフルエンサーとなる。
ちなみに、2人同時の追加メンバー登場は『HUGっと!プリキュア』のキュアマシェリとキュアアムール以来2例目。追記すると前述の2人は人間とガイノイドであったため、2匹の妖精が同時に覚醒するのはシリーズ初である。また、メンバーに妖精が覚醒したプリキュアが2人いるのもシリーズ初である。さらに変身時に一瞬だけ人間態への変態を挟むものの、妖精態から直接プリキュアへ変身するのもレギュラーとしてはシリーズ初である。

#### キュアズキューン
プリルンが変身するプリキュア。変身時の名乗りは「ハートをプリっとロックオン！ キミとズッキュン、キュアズキューン！」。ファンサは右手の指を銃のようにして相手を打ち抜く構えを取る「ズキューンポーズ」。英字表記は「Cure Zukyoon」。
第17話でカッティンダーに苦戦するアイドルたちの前に突如現れ、彼をカッティーに戻し改心させる。その後第19話でクラヤミンダーの気を察知し移動するが、それをズキューンとキッスさがしに奔走していたうたが偶然撮ったプリトイカメラに写り込んでしまう。そして、駆けつけたうたたちの前で「アイドルはプリルンが守る！」と誓って変身を行い正体を明かす。戦闘後、うたに対して「キミは誰？」と放ち彼女を愕然とさせる。続く第20話でタナカーンの調査により「アイドルを助けるためうたさんの思い出を封印し、ハートキラリロックの力でプリキュアに覚醒した」と判明する。続けて「奇跡がない限り思い出は二度と戻らない」と衝撃の事実を告げる。しかし、うたがアイドルに変身したのと持っていたキラキライトを見て「ワクワクする！」と胸を高ぶらせる。第21話でその行動から「何を忘れているの？」と自問自答し、懸命に記憶を呼び戻そうとおまじないを行う。その後自身がクラヤミンダーにされた際、うたが歌った「笑顔のユニゾン♪」を聴いて口ずさんだのを機に彼女との記憶が奇跡的に蘇り自らクラヤミンダーから脱出する。その後ズキューンに変身してクラヤミンダーを浄化し、戦闘後安堵して号泣するうたに「もう絶対忘れない」と告げ抱擁を交わす。
ちなみに、第19話のアバンタイトルでアイドルがプリルンの耳を模した髪飾りを見て「なんだか前から知っている気がする…」と呟いていた。また前述の通りクラヤミンダーにされてしまうが、サポート妖精かつプリキュア覚醒者が怪物の素体にされるのはシリーズ初である（覚醒前は前例あり）。
白を基調色としつつ、プリルンの色や姿を踏襲しており、髪は人間態の白のセミロングから薄緑とピンクのメッシュが入ったクリーム色のロングヘアに変化し、前髪にはプリルンと同様の髪飾り、両側にはプリルンの耳をモチーフとした髪飾りがついている。妖精時にピカリーネから罰としてモッサモサにされた特徴的な前髪も踏襲されている。首には妖精時と同じキラルンリボンをつけている。瞳は黄色のハイライトがある小豆色で、妖精時から不変である。
コスチュームはレオタード風で白とグレーのチェック柄が施され、差し色としてエメラルドグリーンとピンク色が使われている。左袖のみ大きなフリルがあり、また左脚にショートブーツ、右脚にサイハイブーツを履いているなどアシンメトリーとなっている。右腰にハートキラリロックが変化した鍵がつけられている。腰に八分音符が描かれた白いマントをつけている。
個人技
ズキューンバズーカー
腰のハートキラリロックの鍵を開いてアイシャドーを塗った後、左手に音符型のエネルギーを生成し、そこから光線を放って敵を攻撃する。

#### キュアキッス
メロロンが変身するプリキュア。変身時の名乗りは「ハートをメロっとひとりじめ！ キミと口づけ、キュアキッス！」。ファンサは「投げキッス」。
ズキューン同様第17話でカッティンダーに苦戦するアイドルたちの前に突如現れ、彼をカッティーに戻し改心させる。その後第19話でクラヤミンダーに対峙すべく変身するが、ズキューン同様それをうたたちの前で行い正体を明かす。続く第20話でタナカーンの調査により「プリルン同様何かを封印してハートキラリロックの力でプリキュアに覚醒したが、それが何かわからず女王さま（ピカリーネ）に尋ねるも『いずれ明らかになる』と濁らされた」と明かす。第21話でプリルンがクラヤミンダーにされた際、彼女の攻撃で水晶に封印されてしまう。しかしうたとプリルンの奇跡により封印が解かれ、その後ズキューンとの共闘でクラヤミンダーを浄化する。自身がプリキュア覚醒後も相変わらずプリルンがうたたちとベタつくのを快く思っておらず、うたが「5人で活動しよう！」と言った途端3人に「ズキューンキッスはアイドルプリキュアのライバル！」と宣戦布告する。奇しくも、続く第22話でPretty Holicのコスメキャンペーンという形で実現する（詳細は当該記事を参照）。
黒と薄紫色を基調色としつつ、メロロンの色や姿を踏襲しており、髪は人間になった時の黒のロングヘアからメロロンの耳のようなピンクと黒が混じったツーサイドアップで、前髪に紫のメッシュが入り、右側頭部に黒のリボンをつけている。妖精時の特徴的なへの字型の前髪も踏襲されている。ツインテールには妖精時と同じキラルンリボンをつけている。瞳は赤紫色のハイライトがある菫色で、妖精時から不変である。
コスチュームはズキューン同様レオタード風となっており、黒とグレーのチェック柄が施されている。また両袖に大きなフリルがあったり両脚共にサイハイブーツを履いているなど、ズキューンと異なりシンメトリーになっている（ウインクに次ぐ2人目）。左腰にハートキラリロックが変化した錠がつけられている。腰に連桁の八分音符が描かれたマントをつけている。
個人技
キッスショック
腰のハートキラリロックの錠を開いてリップを塗り、投げキッスで巨大なハートを生成し、それを敵にぶつけて電撃でしびれさせる。
通常時でも投げキッスをすることで、黒い翼が生え目が描かれたハートの形をしたキッスの精を生み出し、飛んで行った先の事物（プリトイカメラや葉っぱ）に憑依させて操ったり、足場を生成させる事ができる。

### 合体技
プリキュア・ハイエモーション
初期メンバー3人による合体浄化技。ライブ空間を出現させ3人揃ってステージに立ち、「ウー、レッツゴー！」の掛け声とともに「Trio Dreams」のイントロ（頭サビ）を歌いながら、敵を席に着かせ、「ハートを上げてくよ！」の掛け声とともにサビを歌って敵の両手に1本ずつキラキライトを持たせつつノリノリにさせた上で、3人が揃って手を掲げてハート型のエネルギー体を生成させ、そこからビームを敵めがけて発射し浄化する。
マックランダー3体を浄化する力があるほか、個々人の単独技では浄化できなかったクラヤミンダーも浄化することができる。
プリキュア・ズキューンキッスディスティニー
ズキューンキッスによる合体浄化技。ライブ空間を出現させ2人揃ってステージに立ち、「ふたりの誓い、いま輝け！」の掛け声とともにキラキラショータイムマイクを持ちながら「Awakening Harmony」のサビを歌って敵の両手に1本ずつキラキライトを持たせつつノリノリにさせた上で、2人で手を繋ぎハートマークを作り、音符のエネルギーを生成し発射して浄化する。

### 関連アイテム
アイドルハートブローチ
うた・なな・こころがプリキュアへ変身するためのブローチ型アイテム。普段はプリルン所持のポシェットの中にあり、有資格者の強い意思により引き寄せられる。タナカーンによるとブローチは3個存在する。
変身前はアイドルハートブローチキャリーに収納され左腰に装着される（制服時を除く）。変身中は見出しのまま左胸に装着される。
プリルンとメロロンがアイドル風のコスチュームを貰った際、ミニサイズのブローチもプレゼントされる。
キラキラショータイムマイク
プリルンとメロロンがプリキュアへの変身、および浄化技を発動する際に用いるハンドマイク。元々はうたがマイクに似せて2人に渡したスプーンが、2人用のプリキュアリボンと融合したことによりマイクへと変化した。
プリキュアリボン
プリキュアへ変身するためのリボン型アイテム。アイドルハートブローチおよびキラキラショータイムマイクへ装着することでプリキュアに変身する。
プリキュアリボン・キュアアイドル
うたがアイドル変身時に用いるピンク色のプリキュアリボン。カッティーに捕まった絵真を見て「絵真さんを助ける！」という決意から具現化した。
プリキュアリボン・キュアウインク
なながウインク変身時に用いる青のプリキュアリボン。ザックリーに捕まったはもりと、マックランダーに苦戦するアイドルを見て「2人を助ける。わたしはもう逃げない！」という決意から具現化した。
プリキュアリボン・キュアキュンキュン
こころがキュンキュン変身時に用いる紫色のプリキュアリボン。ニセのアイドルたちのステージを設営したザックリーに対して「ファンを踏みにじって許さない！」という怒りから具現化した。
プリキュアリボン・キュアズキューン＆キュアキッス
プリルンとメロロンがそれぞれズキューンとキッス変身時に用いる黒と白のツートンカラーのプリキュアリボンで、前者用と後者用の2個ある（デザインは同じ）。プリルンが「アイドルを守る！」と誓いながらハートキラリロックを施錠し、そして彼女の願いに賛同したメロロンの思いから具現化した。
キラルンリボン
プリルンが首につけている白とピンク色のリボン型アイテム。ズキューン時も装着している。アイドルハートブローチに装着することでピカリーネとの会話が可能。一時期プリキュア覚醒の代償として黒ずんでおり、その期間はうたたちとの記憶が皆無だった。
メロロンも赤紫色と黒のリボンを2個持っており、それでツイスト状のツインテールに結っている。キッス時も装着している。
マックランダーおよびクラヤミンダーを倒した際にも具現化し、プリルンが装着することで色々なファンサのセリフを発する。
実は「ビッグキラキラリボンのかけら」であり、これを集めることでビッグキラキラリボンを復活させることができる。しかし、それには大量のリボンを要する。
キラルンリボンブック
キラルンリボンを収納するリフィル。普段はプリルンのポシェットにある。
アイドルハートインカム
初期メンバーが装着するヘッドセット。浄化技を発動する際、右耳に装着される。プリキュア同士の通信機能も備える。
プリルンとメロロンがアイドル風のコスチュームを貰った際、2匹に合ったサイズのインカムもプレゼントされる。
キラキライト
うたがプリルンにねだられて購入したハート型のペンライト。戦闘の時、プリルンがこれを振ってアイドルたちを鼓舞する。
うたとの記憶を封印していた際、これを振ったことで彼女との思い出を呼び覚ますきっかけとなる。
プリトイカメラ
プリルンが所持しているデジタルカメラ。これでアイドルたちのライブ動画を勝手に撮影し、それを無断でSNSにアップロードしている。
ズキューンとキッスの初登場時にキッスの投げキッスで起動させ、2人のデビューステージをライブ配信した。
プリルンがキラキランドへ帰郷する際、うたに向けてビデオメッセージを残す。その後、うたがズキューンキッスさがしに用いてプリルンを見つけるきっかけとなる。
ハートキラリロック
キラキランドに古くから伝わる伝説の錠前で、鍵と南京錠いずれもハートをかたどっている。メロロンが生まれた頃から所持していた。長い歴史を経て鍵を使った2人の恋愛を成就してくれるという言い伝えに変わっており、はなみちタウンにおいても同様の言い伝えが残されている。
本来の使い道は鍵を使った2人の願いを叶えてくれるアイテムだが、願いを叶えるには2人の一番大切な物を鍵に封印する必要があり、ピカリーネは使おうと考えていたメロロンに危険であるため使ってはならないと言明する。しかしプリキュアを救いたいというプリルンの意思とそれを尊重したメロロンによって使われることになり、2人はプリキュアへと覚醒するが、その代償としてプリルンはうたや彼女に関連した想い出を失ってしまい、メロロンも何らかの代償を失うことになった。
プリキュア覚醒後は鍵はズキューン、錠はキッスが所持し、それぞれアイシャドーとリップとして個人技の発動に用いられている。

## 作中用語
はなみちタウン
本作品の主な舞台。
喫茶グリッター（きっさグリッター）
うたの両親が営む喫茶店。店内に茶色のピアノが設置されている。
名物メニューはナポリタンとメロンソーダ。
ハートのサクラ
高台にある、うたお気に入りのハート型に咲いているサクラ。タナカーンによると「この木がキラキランドと繋がっている。住人がキラキランドにあるゲートをくぐると時空の狭間に入り、サクラにMOMO（後述）がなる」とのこと。
数ヶ月経っても咲き続けているのに疑問を持ったタナカーンが赴くと、その下部にMOMOが落ちていた（メロロンが乗ってきたもの）。
伝説のハートキラリロック（でんせつのハートキラリロック）
ハートのサクラのすぐ近くにあるはなみちタウンで有名なデートスポット。恋人や友達同士がお互いに一番大切なものを「ハートのロック」と呼ばれる南京錠に教えあって、モニュメントにかけることにより永遠の愛を誓うというもので、昔からの言い伝えによるものと言われている。看板にある南京錠のイラストはメロロンの持つアイテムと同一のものである。
Booksはなみち（ブックスはなみち）
はなみちタウンにある書店。絵真のデビューイベントが行われた。
IDOL♡STORE（アイドルストア）
はなみちタウンにあるCDショップで、アイドルグループの関連グッズも販売されている。
プリキュア覚醒前のうたとこころが、アイドルプリキュアの情報を得るため来店している。
Pretty Holic はなみちタウン店（プリティホリック はなみちタウンてん）
森こはるが「宣伝担当」として勤務するコスメショップ。店内にはリボン型のリップなど各種コスメ商品を販売しており、これらの商品はバンダイより実際に商品化されている。キャッチコピーは「プリティアップでキラッキランランなわたし」と、アイドル（うた）の口癖が選ばれた。
街に出店する際、こはるから田中を介してアイドルとウインクにキャンペーンの出演依頼が来る（詳細は森こはるの項目を参照）。
当初はアイドルとウインクのイメージカラーであるピンク色と水色の2色だったが、キュンキュン登場を機に紫色が追加される。その後、ズキューンとキッスの登場を機にそれぞれのイメージカラー（前者は白とエメラルドグリーン、後者は黒と赤紫色）が追加される。
ズキューンとキッスの登場を機に、こはるから「アイドルプリキュアVSズキューンキッス ライバル対決」のキャンペーン依頼が来る。具体的には「『キュートかわいいアイドルプリキュア派』と『クール大人っぽいズキューンキッス派』、どちらのコスメが好きか？」である。図らずもメロロンが言っていた対決が実現する。
これまでの前4作のテレビシリーズでも作中に同店が登場し、同時に同社により作中に登場したコスメ商品が展開・発売されている。詳細は当該項目を参照。
キュアアイドルとキュアウインクのなんかスゴいライブ!!
ザックリー主催のゲリラライブ。しかし、実態は3人目のプリキュアになりうる人物をおびき出すため設営したニセのステージであった。当然、アイドルとウインクは登場しない。それを知ったこころは激昂し、これきっかけでザックリーが探していた3人目のプリキュア（キュンキュン）に覚醒した。
はなみち山（はなみちやま）
うたがプリルンの記憶を蘇らせるべくピクニックで赴いた山で、山頂へ向かうリフトもある。
はなみちタウンフェス
はなみちタウンのフェスティバルで、うたによると「メインステージには話題のアーティストが出演する」とのこと（今回はアイドルプリキュア）。しかし当日のメインステージはカッティンダーの妨害で騒動となるが、そこに駆けつけたズキューンとキッスのデビューステージになる。
はなみち中学校（はなみちちゅうがっこう）
うたたちが通うはなみちタウンにある中学校。うたとななは2年A組、こころは1年C組に在籍。
制服は白とグレーを基調にしており、ピンク色の差し色がある。女子は白のセーラー服（襟はグレー）にグレーのスカートで、白のハイソックスを履き、ピンク色のリボンを付ける。男子は白のブレザー（襟はグレー）にグレーのスラックス、ピンク色のネクタイを着ける。
アイドルプリキュア研究会（アイドルプリキュアけんきゅうかい）
こころが立ち上げ会長を務めるアイドルプリキュアを研究する研究会。当初は「キュアアイドル研究会」として設立され、その後、ウインクが登場したのを機に「キュアアイドル＆キュアウインク研究会」に改称する。さらにキュンキュンも登場したことから、会長かつ本人であるこころが知らない間にみことの独断で「キュアアイドル＆キュアウインク&キュアキュンキュン研究会」に改称される。その後、ズキューンとキッスの登場を機に現在の名称に改称される。それと同時にズキューンのファンになったうたが入会し、成り行きでななも入会する。
活動内容は会員へのグッズの配布、ライブ映像の鑑賞など。
トークの花さく「はなみちラジオ」（トークのはなさく はなみちラジオ）
昼休みの校内放送。「イチオシの唄」のコーナーでこころがリクエストした「笑顔のユニゾン♪」が流れる。
キラキランド
本作品に登場する異世界で、女王ピカリーネが統べる国家。プリルン・メロロン・タナカーンの故郷。住民は体にハートと八分音符のマークがある。タナカーン曰く「キラキランドとはなみちタウンは姉妹都市」。
物語開始時点では後述するビッグキラキラリボンの喪失により真っ暗闇となり、ピカリーネはじめとした住民たちが水晶の中に閉じ込められてしまう。難を逃れたプリルンが故郷を救うプリキュアを探しにはなみちタウンへやって来た。のちにメロロンも無事だったことが判明する。
「ステージのライブ動画を撮影するのは御法度」という言い伝えがあり、違反者には罰則がある（詳細はプリルンの項目を参照）。
ビッグキラキラリボン
キラキランドの輝きの源。侵攻したダークイーネにより切断されてしまう。
出張所（しゅっちょうじょ）
はなみちタウンの高台の森にあるキラキランドの出張所で、森に溶け込むファンシーな建物。タナカーンが駐在している。
レコーディングスタジオも併設されている。ここでアイドルの「笑顔のユニゾン♪」、ウインクの「まばたきの五線譜」、キュンキュンの「ココロレボリューション」のデビューCD用の音源を録る。また、ダンス用のレッスンスタジオもある。
タナカーンがプリルンとメロロンの様子見にキラキランドへ赴いていた隙に、プリキュアへ覚醒し一足先にはなみちタウンへ戻っていた2人に乗っ取られ「プリルン♡メロロンのいえ」と書かれた表札が掛けられていた。内装もピンク色に変えられており、それを見たタナカーンは卒倒してしまう。
ハート型にトリミングされたプリルンとメロロンのツーショット写真がリビングに掛けられている。最初はプリルンのキラルンリボンがズキューン覚醒の代償として黒ずんでいたが、彼女が記憶を取り戻したのを機に従来の白とピンク色に変わる。
メロロンが居候の身でありながら「我が家」と発言し、それにタナカーンが「正確にはわたしの家」と返すのがお約束になっている。
MOMO（エムオーエムオー）
桃型のカプセルで、通称「桃（もも）」。タナカーン曰く「キラキランドの住人がはなみちタウンへ赴く際に用いるカプセル」。うたはこれを「見たことあるやつ！」と認識している。
プリルンがはなみちタウンへこれに乗って川を下ってきた。その後、メロロンがプリルンに会いたい一心でこれに乗ってはなみちタウンへやって来た。
キラキラの木（キラキラのき）
サクラに似た木で、八分音符の実がなる。タナカーン曰く「ビッグキラキラリボンのキラキラを浴びた実から住民が生まれる」。
話を聞いたうた・なな・プリルンは「メルヘンだね」と感動するが、メロロンは浮かない顔をする。
グミうらない
占いができるグミ。
実際にバンダイより「プリキュアグミ」として商品化されている。
ななの七不思議（ななのななふしぎ）
ななが突発的に見せた七不思議（うたが命名）。
具体的な七不思議は以下の通り。行動→理由の順に記載する。
1. 道路の白線歩き→はもりの影響
2. ラッパー→うたの影響
3. ツインテールで語尾に「なな」→こころ（ツインテール）とプリルン（語尾）の影響
4. 数学教えるのに英語で会話→将来の海外への活動を見据えて
5. 怪獣ごっこ→うたのマネ（うたは否定する）
6. はなみぃちゃんに感謝状→こころから「心キュンキュンしてます」と言われて感銘したため
7. 砂浜の魔方陣→はもりが好きなものを絵に描くと聞いて、3人とプリルンの似顔絵を描く

エンタメブンブン
貴島つぐむが記者を務める芸能雑誌。こころ曰く「芸能人の素敵なニュースが沢山載っている雑誌」。
過去にアイドルプリキュアが特集されており、こころも購入している。
キュアチューブ
劇中世界における動画投稿サイト。プリルンが撮影し無断アップロードしたアイドルプリキュアのライブ映像もこのサイトで公開されているらしく、カッティー（カッティン）がこのサイトで公開されていたプリキュアたちの動画を見てキラキラを取り戻していたと思い返しており、「もっと動画をアップしてほしい」と願ったことからアイドルプリキュアの公式チャンネルを開設、動画を撮影し公開するようになった。

## スタッフ
シリーズディレクターは『映画 ハピネスチャージプリキュア! 人形の国のバレリーナ』『美少女戦士セーラームーンEternal』の監督を務めた今千秋、シリーズ構成は『わんだふるぷりきゅあ!ざ・むーびー! ドキドキ♡ゲームの世界で大冒険!』や『アイカツ!』を手掛けた加藤陽一、キャラクターデザインは杉本海帆がそれぞれ担当する。音楽は前作から引き続き担当する深澤恵梨香に加え、主題歌や挿入歌を手がけてきた馬瀬みさきも参加する。また、深澤作曲の劇伴コーラスとして、これまでのシリーズ作品で主題歌歌手を務めた北川理恵と、元宝塚歌劇団星組トップ娘役で女優・歌手の妃海風が参加する。
- 原作 - 東堂いづみ
- 漫画 - 上北ふたご（講談社『なかよし』連載）
- 企画 - 安井一成（1話 - 18話）→田中昂（19話 - ）（ABCアニメーション）、高橋知子（ADKエモーションズ）、鷲尾天
- プロデューサー - 小関紗矢（1話 - 18話）→平田翔子（19話 - ）（朝日放送テレビ）、西村舞音（ABCアニメーション）[7]、富原大稀[7]（1話 - 18話）→原直輝（19話 - ）（ADKエモーションズ）、村瀬亜季[7]
- シリーズディレクター - 今千秋[7]
- シリーズ構成 - 加藤陽一[7]
- キャラクターデザイン - 杉本海帆[7]
- モンスターデザイン - 春山和則[55][注 48]
- 美術デザイン - いいだりえ[7]
- 美術監督 - 陳烔年[7]
- 色彩設計 - 柳澤久美子[7]
- 撮影監督 - 安西良行
- CGディレクター - 髙橋友彦
- CGプロデューサー - 野島淳志
- 編集 - 麻生芳弘
- 録音 - 林奈緒美
- 音響効果 - 石野貴久（ちゅらサウンド）
- 音楽 - 深澤恵梨香[7]、馬瀬みさき[7]
- 音楽プロデューサー - 井上洸（ABCアニメーション）
- 音響制作 - タバック
- 音楽制作 - マーベラス
- 音楽協力 - 東映アニメーション音楽出版
- アニメーション制作 - 東映アニメーション
- 製作担当 - 東雄太
- 制作協力 - 東映
- 制作 - 朝日放送テレビ、ABCアニメーション、ADKエモーションズ、東映アニメーション

## 主題歌
オープニング主題歌の歌唱は、続投する石井あみと吉武千颯に加え、声優だけでなくアニメソング歌手としても活動している熊田茜音が初めて参加、3人による歌唱となっている。エンディング主題歌は『魔法つかいプリキュア!』シリーズや『HUGっと!プリキュア』に続いてプリキュア役の声優が、前期では初期メンバー3人、後期では追加メンバーを含んだ5人が担当するほか、挿入歌としてメンバー個別のステージ楽曲も用意されている。
前述の通り、エンディング主題歌の振付は前作に引き続きyurinasiaが担当、ステージ楽曲の振り付けも手掛けている。またエンディング映像直前に流れるプリキュアによる挨拶映像や地上波での本放送に限り行われていた映像内での玩具およびテレビリモコンを使用したデータ放送の連動要素も前作に引き続いて実施されない。
また、後述の通り初期メンバー3人のおひろめデビューライブや10月に開催されるライブイベント、シリーズ前作の感謝祭イベントなどを中心にオープニングテーマの主題歌歌手が登場する。

### オープニングテーマ
「キミとアイドルプリキュア♪ Light Up!」（第1話 - ）
石井あみ・熊田茜音・吉武千颯によるオープニングテーマ。作詞は六ツ見純代、作曲・編曲は広川恵一。

### エンディングテーマ
「Trio Dreams」（第1話 - 第21話）
キュアアイドル（松岡美里）・キュアウインク（髙橋ミナミ）・キュアキュンキュン（高森奈津美）による前期エンディングテーマ。作詞は大森祥子、作曲・編曲は馬瀬みさき。
上述のプリキュア3人が歌唱しながらダンスを披露、サビからはキラキライトを持って踊る。
第11話からは3人による合体技発動時のステージ曲としても用いられており、この時は技名の入った「Trio Dreams〜プリキュア!ハイエモーション!〜」としてもクレジットされる。
「キミとルララ」（第22話 - ）
キュアアイドル（松岡美里）・キュアウインク（髙橋ミナミ）・キュアキュンキュン（高森奈津美）・キュアズキューン（南條愛乃）・キュアキッス（花井美春）による後期エンディングテーマ。作詞は大森祥子、作曲・編曲は馬瀬みさき。
上述のプリキュア5人が歌唱しながらダンスを披露、曲の冒頭からズキューンとキッスが右手でキラキラショータイムマイク、サビのみ5人全員左手でキラキライトを持つが、終盤のアウトロ部分では再度キラキライトを持たずに踊る。
放送に先んじて、6月29日に行われた「おひろめデビューライブ ズキューンキッスステージ!!」（後述）にて先行披露された。

### 挿入歌
決め技に用いられるステージ曲はいずれも作詞はこだまさおり、作曲・編曲は馬瀬みさき。決め技のシーンのほか、第10話ではオファーを受けてCDデビューすることになったため、スタジオでの3人のレコーディングの様子が描かれた際にも用いられている。
「笑顔のユニゾン♪」
キュアアイドル（松岡美里）によるステージ曲。決め技で用いられる際は技名の入った「笑顔のユニゾン♪〜プリキュア!アイドルスマイリング!〜」でクレジット。また、うたが自分の気持ちを表す際に歌う歌においても、各場面で歌詞を変えてメロディ自体はそのまま用いられている。
放送開始に先駆け、本編開始前に前シリーズ『わんだふるぷりきゅあ!』最終回（2025年1月26日放送分、第50話）内にてライブ映像が先行披露されたほか、同日の12時に同楽曲のリリックビデオ、2月2日に同楽曲の振り付け解説動画となるダンスレッスンがそれぞれプリキュア公式YouTubeチャンネルにて公開された。
第21話ではうたとプリルンによるアカペラでのデュエット歌唱版が用いられている（歌唱者クレジットも「咲良うた（松岡美里）&プリルン（南條愛乃）」表記）。
「まばたきの五線譜」
キュアウインク（髙橋ミナミ）によるステージ曲。決め技で用いられる際は技名の入った「まばたきの五線譜〜プリキュア!ウインククレッシェンド!〜」でクレジット。
2025年2月16日12時に同楽曲のリリックビデオ、同日18時にダンスレッスンがそれぞれプリキュア公式YouTubeチャンネルにて公開された。
「ココロレボリューション」
キュアキュンキュン（高森奈津美）によるステージ曲。決め技で用いられる際は技名の入った「ココロレボリューション〜プリキュア!キュンキュンビート!〜」でクレジット。
キュンキュンの初変身に先駆け、本作品放送休止日の2025年3月16日12時に同楽曲のリリックビデオ、同月23日放送分（第7話）の放送終了後の9時10分にダンスレッスンがそれぞれプリキュア公式YouTubeチャンネルにて公開された。
「Awakening Harmony」
キュアズキューン（南條愛乃）とキュアキッス（花井美春）によるステージ曲。決め技で用いられる際は技名の入った「Awakening Harmony〜プリキュア!ズキューンキッスディスティニー!〜」でクレジット。
ズキューンとキッスの初変身に先駆け、2名の追加戦士が解禁となった2025年6月13日8時頃に同楽曲のリリックビデオ、同月15日放送分（第19話）の放送終了後の9時10分にダンスレッスンがそれぞれプリキュア公式YouTubeチャンネルにて公開された。
「GARDEN」（第3話、第4話）
作詞は青木久美子、作曲・編曲は馬瀬みさき。
「キミからのEcho」（第4話）
響カイト（佐久間大介）によるキャラクターソング。作詞はこだまさおり、作曲・編曲は馬瀬みさき。
2025年3月30日16時に同楽曲のリリックビデオがプリキュア公式YouTubeチャンネルにて公開された。
「GR∞VE L∞P」（第6話、第7話）
第7話では紫雨こころ（高森奈津美）によるキャラクターソングとして使用。作詞は六ツ見純代、作曲・編曲はEFFY。

## 各話リスト
- 以下断りのない限り、放送日は日曜の日付を示す。臨時枠移動により日曜以外に放送したものは曜日も併記、さらに通常の放送時間以外に放送された場合にはその旨注釈にて示す。
- 特番やスポーツ中継などによる放送の休止・日時・時間変更は以下の通り。これに合わせる形で、全国的に放送休止の場合はTVerの配信期間は臨時で1週分（2週間）長く設定されている。また、特定の放送局のみローカルのスポーツ中継などで臨時枠移動を実施する場合であっても、TVerの配信は地域に関係なく当該局以外での全国放送後に実施する。
  - 2025年3月16日…『大阪・関西万博開催記念 ACN EXPO EKIDEN 2025』（8時30分 - 11時50分）中継のため、休止[69][70]。この大会に様々な形でプリキュア3人がテレビやYouTubeに出演・参加する施策が展開された（関連番組やコラボレーションの節を参照）。
  - 2025年8月17日…制作局の朝日放送テレビのみ、『第107回全国高校野球選手権大会』中継のため臨時枠移動を実施[注 49][71][72]（下記の表を参照）。

| 話数 | サブタイトル                                          | 脚本         | 絵コンテ          | 演出           | 作画監督                                                                                         | 美術       | 本放送日       |
| ---- | ----------------------------------------------------- | ------------ | ----------------- | -------------- | ------------------------------------------------------------------------------------------------ | ---------- | -------------- |
| 1    | キラッキランラン♪ キュアアイドルデビュー！            | 加藤陽一     | 今千秋            | 今千秋         | 上田由希子                                                                                       | 陳烔年     | 2025年 2月2日  |
| 2    | 私、バズっちゃってる！？                              | 加藤陽一     | 横内一樹          | 横内一樹       | 藤原未来夫                                                                                       | 濱野英次   | 2月9日         |
| 3    | 勇気を出して♪ キュアウインクデビュー！                | いなばちあき | 今千秋            | 飛田剛         | 小澤誠 片山敬介                                                                                  | 戸杉奈津子 | 2月16日        |
| 4    | レジェンドアイドル！？ 響カイト                       | 井上亜樹子   | 手塚江美          | 手塚江美       | 爲我井克美 沼田広                                                                                | 中林由貴   | 2月23日        |
| 5    | マネージャーさん、ついちゃった！                      | 山田由香     | 佐々木憲世        | 渡邊智喜       | 青山充                                                                                           | 徐柱星     | 3月2日         |
| 6    | 心キュンキュンしてます！？                            | 加藤陽一     | 土田豊            | 土田豊         | 増田誠治                                                                                         | 鈴木祥太   | 3月9日         |
| 7    | 心おどる♪ キュアキュンキュンデビュー！                | 加藤陽一     | 上田華子          | 上田華子       | 松浦仁美                                                                                         | 倉橋隆     | 3月23日        |
| 8    | みんなでお泊り！ アイドルプリキュア大研究！           | 綾奈ゆにこ   | 鬼頭和也          | 鬼頭和也       | 北島勇樹                                                                                         | 戸杉奈津子 | 3月30日        |
| 9    | ななの七不思議！                                      | 井上亜樹子   | 佐々木憲世        | 岩井隆央       | 竹森由加 赤田信人 ジョーイ・カランギアン                                                         | 中林由貴   | 4月6日         |
| 10   | CDデビュー！ アイドルプリキュア！                     | 山田由香     | 横内一樹          | ひろしまひでき | ハンソンヒ 武内啓 野上慎也 鈴木伸一 桝井一平 石井麻衣                                            | 徐柱星     | 4月13日        |
| 11   | Trio Dreams                                           | 加藤陽一     | 小川孝治          | 飛田剛         | 稲上晃 上田由希子                                                                                | 今井美紀   | 4月20日        |
| 12   | プリルン大好き♡ メロロンがやってきた！                | 井上亜樹子   | 篠原花奈          | 篠原花奈       | 廣中美佳 小澤誠                                                                                  | 濱野英次   | 4月27日        |
| 13   | フレッフレッ！ キラキライト！                         | 山田由香     | 村上貴之          | 村上貴之       | 青山充                                                                                           | 戸杉奈津子 | 5月4日         |
| 14   | お母さんへ 〜こころからのメッセージ〜                 | 稲葉央明     | のもとゆうや      | のもとゆうや   | 藤原未来夫                                                                                       | 中林由貴   | 5月11日        |
| 15   | ねえたまメロメロ大作戦メロ〜！                        | 綾奈ゆにこ   | 小川孝治          | 岩井隆央       | 玖遠らぎ                                                                                         | 徐柱星     | 5月18日        |
| 16   | 満開！特訓！ はなみちタウンフェス！                   | 井上亜樹子   | 広末悠奈          | 広末悠奈       | 増田誠治 沼田広                                                                                  | 鈴木祥太   | 5月25日        |
| 17   | プリルンの決意！ キラキランドへレッツゴー！           | 山田由香     | 小川孝治 河原龍太 | ひろしまひでき | 内田陽子 片山敬介 酒井夏海                                                                       | 佐藤千恵   | 6月1日         |
| 18   | キミは誰！？ ハートズキューンされちゃった♡            | 加藤陽一     | 中島啓太郎        | 中島啓太郎     | 竹森由加 赤田信人 ノエル・アンニョヌエボ                                                         | 戸杉奈津子 | 6月8日         |
| 19   | ふたりの誓い♪ キュアズキューン&キュアキッスデビュー！ | 加藤陽一     | 横内一樹          | 横内一樹       | 上田由希子 美馬健二                                                                              | 中林由貴   | 6月15日        |
| 20   | プリ〜！ 思い出さがしのピクニック！                   | 金杉弘子     | 土田豊            | 土田豊         | 松浦仁美                                                                                         | 徐柱星     | 6月22日        |
| 21   | とびっきり！ キセキのユニゾン！                       | 大河内一楼   | 佐藤雅教          | 岩井隆央       | 廣中美佳 稲上晃                                                                                  | 鈴木祥太   | 6月29日        |
| 22   | アイドルプリキュア VSズキューンキッス！？             | 稲葉央明     | イムガヒ          | イムガヒ       | 小澤誠 洪範錫                                                                                    | 佐藤千恵   | 7月4日         |
| 23   | これが私のサイン！                                    | 綾奈ゆにこ   | 鬼頭和也          | 鬼頭和也       | 北島勇樹                                                                                         | 戸杉奈津子 | 7月13日        |
| 24   | タナカーンの夏やすみ！                                | 井上亜樹子   | ひろしまひでき    | 佐々木憲世     | 藤原未来夫                                                                                       | 中林由貴   | 7月20日        |
| 25   | ひまわり畑でウインクして                              | 山田由香     | 村上貴之          | 村上貴之       | 玖遠らぎ                                                                                         | 徐柱星     | 7月27日        |
| 26   | キュンこそものの上手なれ！                            | 金杉弘子     | 横内一樹          | 岩井隆央       | ノエル・アンニョヌエボ 竹森由加 村山里野                                                         | 鈴木祥太   | 8月3日         |
| 27   | キュアチューブはじめました！                          | 稲葉央明     | 中島豊            | 渡邊智喜       | 石井麻衣 ハンソンヒ 鈴木伸一 西山華怜 杜林桂 簫宇庭 小西亜実 野上慎也 桝井一平 那須野文 安斉佳恵 | 新井佳奈   | 8月10日        |
| 28   | わんわん！ きゅーちゃんと一緒！                       | 井上亜樹子   | 河原龍太          | 今千秋         | 上田由希子 片山敬介                                                                              | 戸杉奈津子 | 8月24日8月17日 |

## 放送局・配信元

### 日本国内での放送
| 放送期間                                                           | 放送時間         | 放送局                                                      | 対象地域       |
| ------------------------------------------------------------------ | ---------------- | ----------------------------------------------------------- | -------------- |
| 2025年2月2日 -                                                     | 日曜 8:30 - 9:00 | 朝日放送テレビ（制作局）をはじめとする テレビ朝日系列全24局 | 日本全国       |
| 2025年2月9日 -                                                     | 日曜 6:15 - 6:45 | 山陰放送                                                    | 鳥取県・島根県 |
| 朝日放送テレビとの同時ネット局では字幕放送・連動データ放送を実施。 |                  |                                                             |                |

### 日本国内での配信
| 配信期間                | 配信時間        | 配信サイト | 備考 |
| ----------------------- | --------------- | --- | --- |
| 2025年2月2日 -          | 日曜 9:00 更新  | TVer | 最新話限定で無料配信                                                                                     |
| 2025年2月2日 - 2月15日  | -               | YouTube（プリキュア公式YouTubeチャンネル） | 第1話のみの期間限定配信                                                                                  |
| 2025年2月16日 - 3月1日  |                 | YouTube（プリキュア公式YouTubeチャンネル） | 第3話のみの期間限定配信                                                                                  |
| 2025年3月23日 - 4月5日  |                 | YouTube（プリキュア公式YouTubeチャンネル） | 第7話のみの期間限定配信                                                                                  |
| 2025年6月15日 - 6月28日 |                 | YouTube（プリキュア公式YouTubeチャンネル） | 第19話のみの期間限定配信                                                                                 |
| 2025年8月8日 - 8月31日  | 毎日 12:00 更新 | TVer | 第1話、第3話、第6話、第7話、第11話、第16話、第17話、第19話 - 第21話までのエピソードを各話2週間限定で配信 |
| 2025年2月7日 -          | 水曜 0:00 更新  | ABEMA Amazonプライム・ビデオ アニメ放題 バンダイチャンネル dアニメストア DMM TV Hulu J:COM STREAM みるプラス Pontaパス TELASA Amazon 東映アニメチャンネル U-NEXT | 定額制による見放題見逃し配信                                                                             |
|                         |                 | バンダイチャンネル FOD Happy動画 カンテレドーガ Lemino music.jp ビデックス ビデオマーケット Rakuten TV                                                           | レンタル配信                                                                                             |
| 2025年2月9日 -          | 日曜 9:00 配信  | ABEMA（ABEMAアニメチャンネル・プリキュアチャンネル） | 地上波で前週放送したエピソードを無料配信 プリキュアチャンネルは2月16日まで配信                           |

### 日本国外での放送
時間帯は全て現地時間。

#### 台湾
『Idol光之美少女你與我』のタイトルで放送。普通話放送、繁体字字幕あり。
| 放送局     | 放送期間        | 放送時間         |
| ---------- | --------------- | ---------------- |
| 東森幼幼台 | 2025年4月20日 - | 日曜 9:00 - 9:30 |

#### 香港
『光之美少女偶像與你』のタイトルで放送。広東語 & 日本語二か国語放送。
| 放送局 | 放送期間        | 放送時間           |
| ------ | --------------- | ------------------ |
| ViuTV  | 2024年4月26日 - | 土曜 16:25 - 17:25 |

### 日本国外での配信
Crunchyrollが2025年2月1日（PT）より、南北アメリカなどにおいて、動画配信を実施している。

## 関連番組
前作に引き続き、プリキュア公式YouTubeチャンネルにてテレビシリーズのプリキュアや妖精たちが登場するキャラクターコンテンツの動画は、後述する名前呼びコーナーのみに縮小されており、それ以外の動画は配信されない。
ちはやお姉さんの見たい！聴きたい！伝えたい！
2022年の『デリシャスパーティ♡プリキュア』よりマーベラス音楽映像公式YouTubeチャンネルで毎年不定期で夜間に生配信されている、主題歌歌手の吉武千颯によるプリキュアシリーズの音楽・映像作品やライブイベントなどに関する情報を紹介する番組。同番組の2025年の放送回にゲストとして吉武と同じく本作品オープニング主題歌歌手の熊田茜音や石井あみも出演している。
大阪・関西万博開催記念 ACN EXPO EKIDEN 2025
前述の通り、2025年3月16日に朝日放送テレビ・テレビ朝日系列にて放送された駅伝大会の中継番組。中継番組の冒頭にて、この大会の第5中継所となっている朝日放送グループホールディングス本社前（朝日放送前）から応援ゲストとして本作品のプリキュア3人が出演・参加した。
おはよう朝日です
朝日放送テレビで平日の5時 - 8時に放送されている朝の情報・報道番組。後述の通り同番組の出演者などによる『EXPO EKIDEN 2025』のテーマソング「ここからだ!」との同番組によるコラボミュージックビデオにプリキュア3人が出演・参加している。
プリキュアDancin' in 大阪
大阪・関西万博の開催を記念し、プリキュアシリーズと万博がコラボレーションした企画として、これまでのエンディング映像を元に、CGで表現された大阪の名所や終盤では本作品前期EDでのステージでダンスする映像が制作され、順次プリキュア公式YouTubeチャンネルで公開、大阪・関西万博会場EXPO アリーナ「Matsuri」のEXPO VISIONでも上映されている。
|   | 公開日         | 作品名                    | 曲名                                             | 登場する場所                                           | 映像リンク |
| - | -------------- | ------------------------- | ------------------------------------------------ | ------------------------------------------------------ | ---------- |
| 1 | 2025年 3月24日 | 魔法つかいプリキュア!     | 魔法アラ・ドーモ!                                | 新世界・通天閣、大阪駅、大阪城公園、海遊館、道頓堀     | [ 82 ]     |
| 2 | 3月31日        | キミとアイドルプリキュア♪ | Trio Dreams                                      | 万博記念公園                                           | [ 83 ]     |
| 3 | 6月5日         | フレッシュプリキュア!     | H@ppy Together!!!                                | 関西国際空港、あべのハルカス、千日前、大阪南港、夢洲駅 | [ 84 ]     |
| 4 | 6月27日        | ひろがるスカイ!プリキュア | Dear Shine Sky                                   | 梅田スカイビル                                         | [ 85 ]     |
| 5 | 7月13日        | わんだふるぷりきゅあ!     | しあわせえぼりゅ〜しょん♡ 〜こむぎ&いろは Ver.〜 | 朝日放送グループ本社                                   | [ 86 ]     |
| 6 | 7月26日        | キミとアイドルプリキュア♪ | キミとルララ                                     | 大阪・関西万博会場                                     | [ 87 ]     |

生配信で♡キミのおなまえよんじゃうよ！
視聴者から呼んでほしい名前を募集し、2025年4月27日放送の第12話と5月4日放送の第13話の特設ミニコーナーで読み上げた企画の特別編として、5月11日に実施。当日はプリキュア公式YouTubeチャンネル、公式Instagram、公式TikTokを使って、キュアアイドルが東映アニメーションミュージアムから3度生配信し、コメント欄に書かれた名前を読み上げた。当日配信した内容の一部は5月15日から29日までの期間アーカイブ配信を行った。
『キミとアイドルプリキュア♪』リリックビデオ公開記念キャストスペシャル座談会
表題の通り、前述するプリキュア3人のリリックビデオの公開を記念して、2025年5月28日にプリキュア公式YouTubeチャンネルにて動画コンテンツとして公開。プリキュア役の声優3人と、スペシャルゲストとして響カイト役の佐久間大介が、それぞれが演じるキャラクターや歌った楽曲とそのリリックビデオ、登場するアイテムなどについて語り合った。
ノイミーステーション
朝日放送ラジオの深夜ワイド『みっくすっ。』内で、木曜1時から2時（水曜深夜）に放送されている≠MEのバラエティ番組。2025年6月19日（18日深夜）放送分にゲストとして松岡美里が出演、メンバーの蟹沢萌子、冨田菜々風、本田珠由記によるインタビューを放送した。また、7月31日（30日深夜）放送分では後述の公開収録の模様がされた。
イベレコ
テレビ朝日（関東ローカル）で月曜未明（日曜深夜）に放送されている、同局関連のイベント情報番組。
2025年8月のマンスリーゲストとして、主題歌歌手の石井あみ、熊田茜音、吉武千颯が出演、後述の「キラッキランラン♪フェスタ♡」東京会場を始めとするイベントを紹介している。
キミとアイドルプリキュア♪キラキランラン♪フェスタ 大特集SP
TOKYO MXで2025年8月7日19時56分 - 20時に放送されたイベント情報番組。後述の「キラッキランラン♪フェスタ♡」東京会場の模様を主題歌歌手の3人がリポートした。

## 漫画版
これまでのシリーズ同様、上北ふたごにより『なかよし』（講談社）2025年3月号より連載されている。

## キャラクターショー
遊園地やイベント会場等で観覧できるキャラクターショーは、第1期は初期メンバー3人とプリルン、敵側はカッティーとスマートフォン型マックランダーが登場した。第2期と後述の「おひろめデビューライブ ズキューンキッスステージ!!」はキュアズキューン（変身後のプリルン）とキュアキッス（メロロン）が加わり、敵側もスマートフォン型マックランダーがクラヤミンダーに変わった。第2期の敵幹部キャラはカッティーのまま（「ズキューンキッスステージ」では未登場）。
上記とは別に、劇団飛行船制作の有料ミュージカルショー『キミとアイドルプリキュア♪ドリームステージ♪』が2025年7月より公演されている。これまでのテレビシリーズ各話やドリームステージで脚本を手掛けた小林雄次が今回も脚本を担当、本編から田中とカイトが追加登場するほか、オリジナルキャラクターとしてバッサリーナが登場、終盤ではキュアワンダフルとキュアスカイが客演、ライブパートでは前2作の『わんだふるぷりきゅあ!』『ひろがるスカイ!プリキュア』の全プリキュアも登場した。

## 映画
映画 キミとアイドルプリキュア♪ お待たせ!キミに届けるキラッキライブ!
2025年9月12日公開予定。宇宙一と称したアイドルフェスが開催されるアイアイ島の世界を舞台とした本作品のシリーズ単独映画。『わんだふるぷりきゅあ!』、『ひろがるスカイ!プリキュア』のプリキュアたちと共演する。

## イベント
本作品における『キミとアイドルプリキュア♪ おひろめデビューライブ』は、プリキュア3人が掲げた「100万人のキミと会いたい！」という目標達成のもとで開催される。
キミとアイドルプリキュア♪ おひろめデビューライブ
第1話放送の前日に当たる2025年2月1日に横浜市西区の横浜ランドマークタワー サカタのタネ ガーデンスクエアを皮切りに、同月16日に名古屋市港区のイオンモール名古屋茶屋、3月15日に大阪府大阪市北区のグランフロント大阪にてそれぞれ開催された、初期メンバーのプリキュア3人（キュアアイドル、キュアウインク、キュアキュンキュン）のお披露目イベント。
会場には前述するプリキュア3人のほか、横浜会場のみオープニング主題歌を担当する石井あみ、熊田茜音、吉武千颯が登場した。また、横浜会場でのイベントの模様を2月1日18時から同月14日23時59分までプリキュア公式YouTubeチャンネルにてアーカイブ配信が実施された。
わんだふるぷりきゅあ！感謝祭
2025年2月8日・9日に東京都文京区のTOKYO DOME CITY HALLにて開催されたシリーズ前作『わんだふるぷりきゅあ!』の感謝祭イベント。本作品よりプリキュアと前期オープニング主題歌を担当する熊田茜音がそれぞれゲストで登場した。
キミとアイドルプリキュア♪展〜“キミ”と会える瞬間（とき）！〜
2025年3月15日から4月20日まで、名古屋市東区のテレピアホール、同年4月23日から5月6日まで、群馬県高崎市の高崎髙島屋、7月30日から8月18日まで北海道札幌市の大丸札幌店、11月1日から24日まで広島県広島市中区のそごう広島店1階特設会場、12月12日から22日まで東京都新宿区内にてそれぞれ本作品の展示イベントが開催予定。会場にはプリキュア3人がデコレーションしたエリアのほか、アイドルにちなんだいわゆる「推し活」の部屋や、プリルンが推しのプリキュアを診断するコーナー「推しプリキュア診断」など同イベント限定のコンテンツが設けられる。
キミとアイドルプリキュア♪ キラッキランラン♪フェスタ♡
本作品に関する様々なアトラクションを体験したり、写真撮影が出来るほか、オリジナルグッズの販売やキャラクターショー・ダンスステージなどで構成されているイベント。熊本県荒尾市のグリーンランドイベントホールでは2025年3月15日から5月6日まで、東京都豊島区の池袋サンシャインシティワールドインポートマートビル展示ホールAでは同年8月1日から24日までそれぞれ開催予定。
このうち東京会場では、会場内のステージにて、一部日程限定で、オープニング主題歌歌手の吉武千颯・石井あみ・熊田茜音によるステージイベントも開催。さらに10日・13日・17日の17時からは完全入れ替え制の「ライトアップ公演」として開催、通常時はファミリーエリアになるステージ前方エリアで大人でも鑑賞ができ（女性専用エリアも設置）、通常禁止されている大人によるコール&レスポンスや一部エリアでは声援・公式のダンスも可能となったほか、入場時には限定バンドルが配布される。このライトアップ公演にも主題歌歌手も出演した。また、東京会場に限り開催期間中の限定で『プリキュア プリティストア』が出張店として会場内に出店する。
前述の通り東京会場の開催地・東京を放送対象地域とする一部の民放局では、同イベントの見どころなどの模様を関東および東京ローカル向けの番組で紹介している。
キミとアイドルプリキュア♪ おひろめデビューライブ ズキューンキッスステージ！！
2025年6月1日放送分（第17話）より追加戦士としてキュアズキューンとキュアキッスが登場したのを記念し、同月29日に東京都港区のアークヒルズ アーク・カラヤン広場で前述の2人のお披露目イベントとしてプリキュアショーを開催した。イベント終了後は同日18時から7月12日23時59分までプリキュア公式YouTubeチャンネルにてアーカイブ配信された。
「ノイミーステーション」公開収録＆ミニLIVE 2025〜≠ME キミと会いたい！夏の大阪SP〜
2025年7月27日に大阪市中央区のCOOL JAPAN PARK OSAKAにて開催された「ノイミーステーション」の関連イベントにキュアアイドルがスペシャルゲストとして登場した。
キミとアイドルプリキュア♪キミと一緒に！夏祭り♪
『テレビ朝日・六本木ヒルズ SUMMER FES』のイベントの一つとして2025年8月5日に東京都港区の六本木ヒルズアリーナ（六本木ヒルズ内）でプリキュアショーとキッズチアダンスチームによる演技と、熊田茜音によるミニライブが開催された。
@JAM EXPO 2025 supported by UP-T
2025年8月30日・31日に横浜市港北区の横浜アリーナにて開催予定のアイドルとアニメソングを中心としたポップカルチャーイベント。30日にスペシャルゲストとしてプリキュア5人がメロン記念日とともに出演する。
キミとアイドルプリキュア♪LIVE2025 You&I=We're IDOL PRECURE
2025年10月18日に横浜・みなとみらいのパシフィコ横浜国立大ホールで開催予定の、主題歌歌手と出演声優によるキャラクターソングライブ。昼夜2公演。
『Dancing☆Starプリキュア』The Stage3 キュアアイドルたちがやってくる!キミプリ×ぼくプリスペシャルコラボダンス♪
2023年より上演されているプリキュアシリーズの舞台作品の第3弾公演で、2025年12月5日から14日に東京都品川区の天王洲 銀河劇場で行われる東京公演のうち、7日の公演（昼夜とも）終了後のアフターステージとして、同作品のプリキュア5人と本作品のプリキュア5人によるコラボダンスステージを開催予定。

## 関連商品
音楽CD・映像ソフトの発売元は特記が無い限りいずれもマーベラス。

### 音楽CD
販売元は特記が無い限りいずれもソニー・ミュージックソリューションズ。前作に引き続き音楽CD全商品の初回限定封入特典は通常盤、CD+DVD盤共にキャンバスブロマイド（スーパーアート6色印刷）。
シングル
1. 「キミとアイドルプリキュア♪デビューシングル」（2025年2月26日発売）
  - 初回生産限定盤：MJSS-09390
  - 通常盤：MJSS-09394
  - 初期メンバー3人の各個人のステージ楽曲を収録。初回限定封入特典はブロマイドのほか、初回生産限定盤にはさらに三方背スリーブケースとデビュー記念カードが付属。
  - ジャケットのデザインは、劇中で制作・発売されたデビューCDにもそのまま用いられている。

2. 「キミとアイドルプリキュア♪ Light Up!/Trio Dreams」（2025年3月26日発売）
  - CD+DVD盤：MJSS-09392 - 3
  - 通常盤：MJSS-09394
  - 前期のオープニングテーマとエンディングテーマを収録。CD+DVD盤のDVDには前期のオープニングおよびエンディングのノンテロップムービーが収録されている。初回限定封入特典はブロマイドに加えライブイベントのCD購入者先行応募券が付属。

3. 「キミとルララ」（2025年8月27日発売予定）
  - CD+DVD盤：MJSS-09395 - 6
  - 通常盤：MJSS-09397
  - 後期エンディングテーマとMachico、吉武千颯によるイメージソング「Shiny Shiny IDOL」、両曲のカラオケバージョン（CD盤のみ）またはメロディ・カラオケ・バージョン（CD+DVD盤のみ）とテレビサイズ・バージョンなど全5曲を収録。CD+DVD盤のDVDには前期のオープニングおよび後期のエンディングのノンテロップムービーが収録されている。

サウンドトラック
1. 『キミとアイドルプリキュア♪ オリジナル・サウンドトラック1 プリキュア・キラキラ・サウンド!!』（2025年5月28日発売、MJSA-01421）
  - BGMと主題歌のテレビサイズ・バージョンなど全37曲を収録したサントラ盤。

ボーカルアルバム
1. 『キミとアイドルプリキュア♪ ボーカルアルバム 〜We are ! You & IDOL PRECURE♪〜』（2025年7月23日発売、MJSA-01422）
  - プリキュア役など主要登場人物を演じる声優によるキャラクターソングと主題歌歌手によるイメージソング、ボーナストラックとしてオープニングテーマの歌手別リミックスバージョンなど全15曲を収録したボーカルアルバム。

その他
ラブライブ!シリーズ トリビュートアルバム（仮）
メディアミックス作品シリーズ『ラブライブ!シリーズ』が2025年6月30日をもって15周年を迎えたのを記念して制作されるトリビュート・アルバムで、本作品も参加することが発表されている（初報時点では歌唱楽曲は未発表）。

### DVD / Blu-ray Disc
販売元は特記のない限りいずれもハピネット・メディアマーケティング。
DVD（Vol.15までは各巻3話、Vol.16は4話収録予定）は2025年6月25日より、Blu-ray Disc（各巻2枚組）は9月24日よりそれぞれ発売開始予定。
| 巻数 | 収録話数    | ジャケットイラスト                                                 | 映像特典                                             | 発売日         |
| ---- | ----------- | ------------------------------------------------------------------ | ---------------------------------------------------- | -------------- |
| 1    | 1話 - 3話   | キュアアイドル キュアウインク キュアキュンキュン プリルン メロロン | ノンテロップOP&ED CM集 ダンスレッスン リリックビデオ | 2025年6月25日  |
| 2    | 4話 - 6話   | キュアアイドル                                                     | ノンテロップOP&ED ダンスレッスン リリックビデオ      | 2025年7月23日  |
| 3    | 7話 - 9話   |                                                                    | ノンテロップOP&ED ダンスレッスン リリックビデオ      | 2025年8月27日  |
| 4    | 10話 - 12話 |                                                                    | ノンテロップOP&ED                                    | 2025年9月24日  |
| 5    | 13話 - 15話 |                                                                    | ノンテロップOP&ED                                    | 2025年10月22日 |
| 6    | 16話 - 18話 |                                                                    | ノンテロップOP&ED                                    | 2025年11月26日 |
| 7    | 19話 - 21話 |                                                                    | ノンテロップOP&ED                                    | 2025年12月24日 |
| 8    | 22話 - 24話 |                                                                    | ノンテロップOP&ED                                    | 2026年1月28日  |
| 9    | 25話 - 27話 |                                                                    | ノンテロップOP&ED                                    | 2026年2月25日  |
| 10   | 28話 - 30話 |                                                                    | ノンテロップOP&ED                                    | 2026年2月25日  |
| 11   | 31話 - 33話 |                                                                    | ノンテロップOP&ED                                    | 2026年3月25日  |
| 12   | 34話 - 36話 |                                                                    | ノンテロップOP&ED                                    | 2026年3月25日  |
| 13   | 37話 - 39話 |                                                                    | ノンテロップOP&ED                                    | 2026年4月22日  |
| 14   | 40話 - 42話 |                                                                    | ノンテロップOP&ED                                    | 2026年4月22日  |
| 15   | 43話 - 45話 |                                                                    | ノンテロップOP&ED                                    | 2026年5月27日  |
| 16   | 46話 - 49話 |                                                                    | ノンテロップOP&ED                                    | 2026年5月27日  |

| 巻数 | 収録話数 | ジャケットイラスト                                                                                   | 映像特典 | 発売日        |
| ---- | -------- | --- | --- | ------------- |
| 1    |          | 【パッケージ面】 キュアアイドル キュアウインク キュアキュンキュン 【パッケージ裏】 プリルン メロロン | 変身＆アクションシーン集 資料ギャラリー ノンテロップOP&ED CM集 ダンスレッスン集 リリックビデオ集（キュアアイドル / キュアウインク / キュアキュンキュン） | 2025年9月24日 |
| 2    |          | | 変身＆アクションシーン集 資料ギャラリー ノンテロップED                                                                                                   | 2026年1月28日 |
| 3    |          | | 変身＆アクションシーン集 資料ギャラリー ノンテロップED                                                                                                   | 2026年3月25日 |
| 4    |          | | 変身＆アクションシーン集 資料ギャラリー ノンテロップED                                                                                                   | 2026年5月27日 |

### LINE
わんだふるぷりきゅあ！&キミとアイドルプリキュア♪ バトンタッチスタンプ
無料通話アプリLINEのクリエイターズスタンプ。LINE STOREから販売されている。全40種類。
前述の通り、本作品とシリーズ前作のキャラクターとのコラボレーションによる描き下ろしスタンプとなっている。

### コスメ商品
Pretty Holic

2021年より展開している子供向け化粧品ブランド「Pretty Holic」が、本作品でも引き続き展開されており、2025年3月1日にプリキュア3人をイメージしたリップのほか、ブランドとして新たにフレグランス、その後6月14日にはキュアズキューンとキュアキッスをイメージしたアイカラー&リップバームとヘアチョークがそれぞれ発売された。

### スマートフォンアプリ
もしもし！プリキュアでんわ
東映アニメーションがメディアアクティブとともに共同開発した、プリキュア5人と仮想電話で会話ができるスマートフォンアプリで、iOS・Android共に対応しており、2025年7月31日から事前登録受付を開始、2025年初秋のリリースを予定している。アプリのインストールと一部を除くサービスの利用は無料だが、プリキュア5人の仮想電話の全機能と毎月配信されるモーニングコール機能がセットになった「もしもし！コース」、プリキュア含めた全キャラクターの仮想電話サービス、モーニングコール、喫茶グリッターをモチーフにしたミニゲームがセットになった「もっと！もしもし！コース」がそれぞれ月毎の有料コース（「もっと！もしもし！コース」は年払いプランもあり）として販売される。

## トピックス

### コラボレーション展開
- 環境省では、COOL CHOICEとデコ活、東京都交通局（都営交通）とのタイアップによる、キャンペーン啓発のタイアップポスターの無料配布を実施した[132]。
- ジャストシステムでは、下記の特撮テレビドラマとの共同でタブレット通信教育「スマイルゼミ」のキャンペーンを実施した。対象講座[注 62]の資料請求または入会した利用者全員に本作品またはドラマ作品の「オリジナル防水お名前シール」が抽選でプレゼントされたほか、実施期間の最終日の23時59分までに対象講座へ入会した利用者全員に、「スマイルゼミ」内のアバター着せ替え可能なキュアアイドルまたはドラマ作品のキャラクターのマイキャラパーツと、同教育の講座を受けた報酬として、コレクションカードにレアカード含めた各8種、全16種類の本作品またはドラマキャラクターのカードがプレゼントされた[133][134]。
  - 2025年2月14日から同年3月28日までの期間には『仮面ライダーガヴ』との共同で「2025春キャンペーン」を実施。4月からの対象講座[注 62]の資料請求または入会を条件とし、特典であるオリジナル防水お名前シール、マイキャラパーツ、コレクションカードはいずれもアイドルとガヴが描かれた2種類のデザインとなっている[133]。
  - 同年6月18日から7月28日までの期間には『ウルトラシリーズ』との共同で「2025夏キャンペーン」を実施。特典であるオリジナル防水お名前シール、マイキャラパーツ、コレクションカードはいずれもアイドルとウルトラマンが描かれた2種類のデザインとなっている[134]。
- 2025年3月16日に大阪府吹田市から大阪市此花区の夢洲にある万博会場にかけて開催、あわせてテレビ朝日系列で放送された『大阪・関西万博開催記念 ACN EXPO EKIDEN 2025』（前述の各話リストや関連番組も参照）では、プリキュア3人による応援ゲストとしての出演・参加のほか、大会開催前の3月5日に朝日放送テレビの公式YouTubeチャンネルで公開された『おはよう朝日です』にて結成された「おは朝ダンスプロジェクト」による、同大会のテーマソングとして書き下ろしされたDREAMS COME TRUEの「ここからだ!」（ユニバーサルミュージック）の同番組のコラボレーションによるミュージックビデオ「おはよう朝日ですコラボver」に同番組の出演者や樟蔭高校ダンス部のメンバーなどとともに、プリキュア3人が一部場面でダンスする形で参加している[80][135]。
- セレッソ大阪では2025年4月29日に大阪府大阪市東住吉区の長居球技場（ヨドコウ桜スタジアム）にて15時にキックオフされた『2025明治安田J1リーグ』の第13節・FC町田ゼルビア戦の試合にて、会場のホームタウンとなるセレッソ大阪による子供向けイベント『セレッソわくわくキッズデー』にて本作品とのコラボレーションを実施、会場にはプリキュア3人によるハイタッチ会やレフェリーエスコートが行われた[136][137]。
- マリオンクレープでは、本作品とのコラボレーションによるプリキュア3人をイメージしたクレープとプリルンとメロロン含めた5人の絵柄がデザインされたグッズを2025年6月6日から22日まで全国23店舗[注 63]限定で販売した。また、税込990円の購入ごとに全5種の特典コースターがランダムで1枚プレゼントされるほか、販売終了後の7月4日よりeeo Storeにてコラボグッズの事後販売も行われている[138][139]。
- タワーレコードでは2025年7月23日に発売された『キミとアイドルプリキュア♪ ボーカルアルバム 〜We are ! You & IDOL PRECURE♪〜』（前述参照）の発売を記念して、タワーレコード新宿店発の各アイドルユニットとのコラボレーション企画「NO MUSIC, NO IDOL?」のVOL.314に本作品のプリキュア5人が描き下ろされたポスターを全国62店舗に掲示する。また、62店舗限定で同商品を1点購入するとコラボポスターが、タワーレコードオンラインでのCD購入で同柄のスマホサイズステッカーがそれぞれ1枚貰えるキャンペーンも実施される[140]。

### 広告展開
- 2025年2月1日に「おひろめデビューライブ」の横浜会場（前述）の開催にあわせ、本作品のプリキュア3人が「アイドルプリキュア」としてデビューするのを記念したデジタルサイネージによる特別広告が同年1月27日から2月上旬まで池袋駅周辺[注 64]（東京都豊島区）にて展開されたほか、「おひろめデビューライブ」の会場となる3会場（横浜ランドマークタワー、イオンモール名古屋茶屋、グランフロント大阪）の近隣施設[注 65]でも同月7日までデジタルサイネージによる「ときめきアラート」が発令された速報風の演出による特別広告が展開された。また、1月24日から2月28日までバンダイ本社ビルの正面入口にも「ときめきアラート」のラッピング広告が掲示された[141]。
  - この横浜会場でのライブの開催にあわせ、同会場にてイベントが開催された2025年2月1日に会場近隣の桜木町駅周辺にて本作品の放送開始を記念したプリキュアのデビュー号外新聞の無料配布も実施した[142]。